# Niní Marshall
Marina Esther Traveso (Buenos Aires, 1 de junio de 1903-ib, 18 de marzo de 1996), conocida por su nombre artístico de Niní Marshall, fue una actriz, guionista y comediante argentina.
Inició su carrera como redactora e ilustradora en la revista Sintonía en la década de 1930 bajo el seudónimo de Mitzy. Posteriormente, incursionó como cancionista internacional con el nombre de Ivonne D'Arcy en una serie de programas radiofónicos hasta que sus dotes para la comedia la llevaron a participar como actriz radial y formar un dúo cómico con Juan Carlos Thorry. Su observación minuciosa de la sociedad la llevó a crear dos personajes emblemáticos, Catita y Cándida, dos arquetipos de la inmigración europea del siglo XX, con los que intervino en gran parte de sus películas. Su popularidad fue en aumento y Manuel Romero la incorporó como actriz protagónica y guionista en la película Mujeres que trabajan (1938), que constituyó su comienzo en el cine. Entre 1939 y 1940, encabezó una trilogía dirigida por Romero que incluyó los filmes Divorcio en Montevideo, Casamiento en Buenos Aires y Luna de miel en Río.
A comienzos de los años de 1940, encabezó las primeras superproducciones de la historia del cine argentino, Carmen (1943), Madame Sans Gene (1945) —por la que obtuvo el premio a la mejor actriz cómica de la ACCA— y Mosquita muerta (1946), todas dirigidas por Luis César Amadori. También recibió el premio a la mejor actriz cómica de la ACCA por su labor en Navidad de los pobres (1947). Tras la Revolución del 43, Marshall fue proscripta en la radio luego de que las autoridades consideraran el lenguaje utilizado por sus personajes como «una deformación del idioma». La situación se volvió a reiterar en 1950 cuando, luego de filmar Mujeres que bailan (1949), Marshall dejó de recibir ofertas de trabajo durante el gobierno de Juan Domingo Perón y debió exiliarse en México, donde prosiguió su carrera cinematográfica, teatral y radial; también filmó una película en España por esa época, Yo no soy la Mata-Hari.
Su retorno al cine argentino tras la caída del peronismo tuvo lugar en Catita es una dama (1956), que no tuvo el mismo éxito que sus películas anteriores. Sus siguientes actuaciones fueron en comedias de bajo presupuesto que le ofrecieron un lucimiento limitado y tuvieron una mala recepción. Desde entonces, debió secundar a figuras de menor trayectoria o grupos musicales en auge en las siguientes películas en las que intervino. En cambio, sus presentaciones televisivas en los años de 1960 en el ciclo de Nicolás Mancera, Sábados circulares, generaron enorme repercusión en el público. En 1973, fue convocada por Lino Patalano para desarrollar un espectáculo de café-concert, ... Y se nos fue redepente, que alcanzó más de 1500 presentaciones y le permitió llevar a escena todos sus personajes, como Catita, Cándida, Mingo, Mónica, doña Pola y la niña Jovita. En teatro, por su parte, se destacó en Coqueluche, Cosas de papá y mamá y La señora Barba Azul. Su éxito como humorista le valió los apodos de «la dama del humor» y «la Chaplin con faldas».
Marshall filmó su última película en 1980 cuando intervino en ¡Qué linda es mi familia! junto a Luis Sandrini, que falleció durante el rodaje. En 1985, publicó sus memorias y continuó trabajando esporádicamente en televisión y radio hasta 1982, aunque luego interrumpió su retiro voluntario para acompañar a Antonio Gasalla en uno de sus programas de 1988. Los últimos años de su vida estuvieron marcados por los homenajes, entre los que destacan haber sido declarada «Ciudadana ilustre de la Ciudad de Buenos Aires» en 1989 y merecedora del premio Podestá a la trayectoria en 1992. Al momento de su muerte en 1996, Marshall era considerada una de las figuras del espectáculo más importantes, estimadas y reconocidas de la Argentina. En la actualidad, un teatro en Tigre y una calle de Puerto Madero llevan su nombre a modo de reconocimiento. Estuvo casada en tres oportunidades, una de ellas con el productor Carmelo Santiago.

## Biografía

### Infancia y juventud

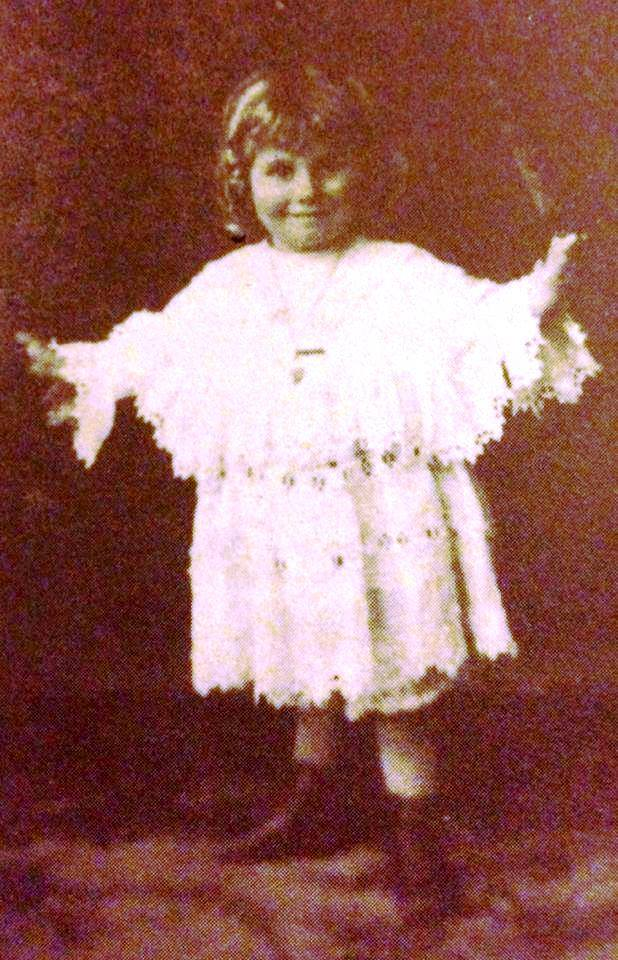
Niní Marshall en su niñez, cerca de 1904.

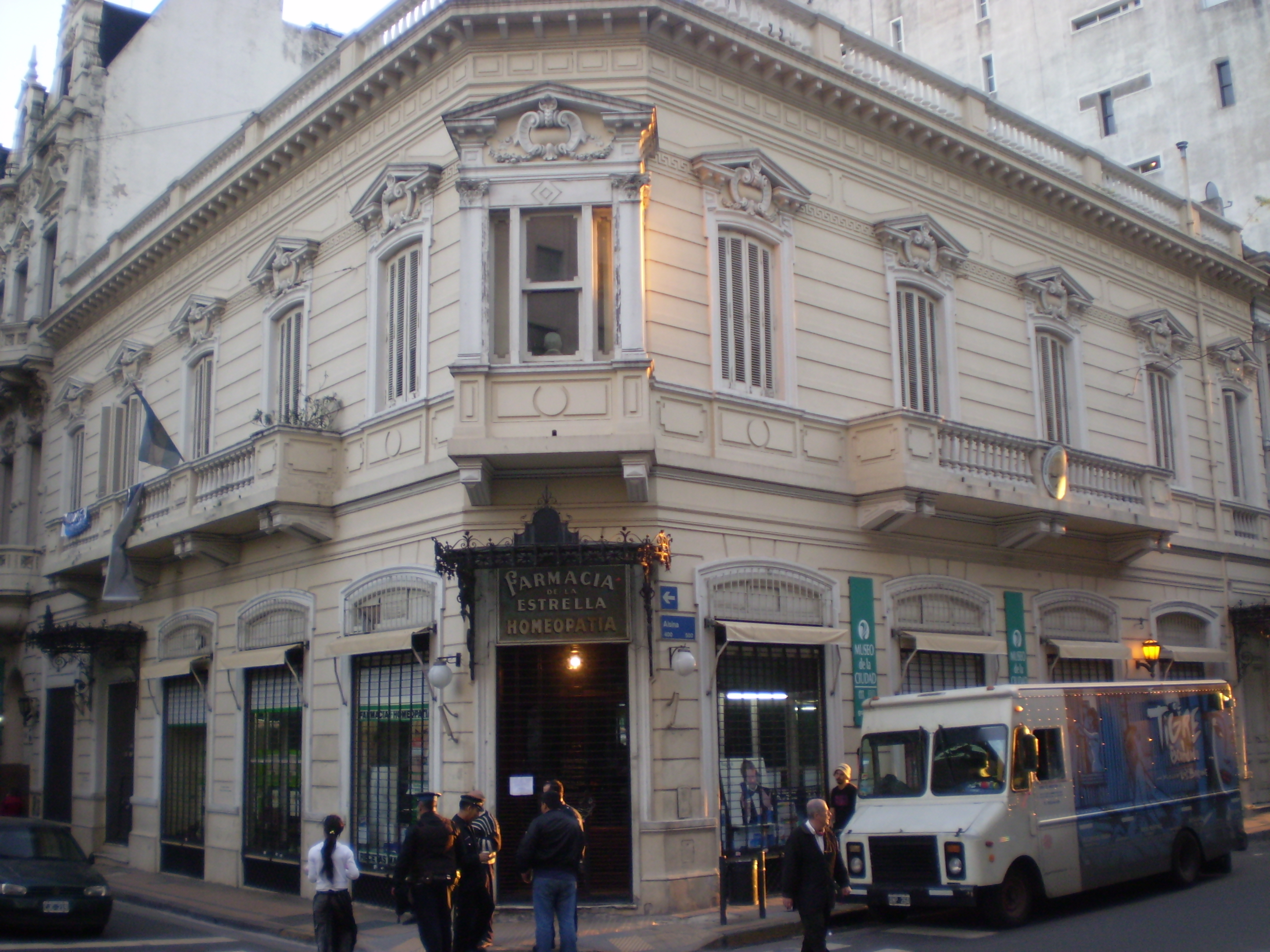
La vivienda de la calle Defensa 219 en la que vivió Marshall durante su infancia. Actualmente es sede del Museo de la Ciudad.

Marina Esther Traveso —conocida posteriormente bajo el seudónimo de Niní Marshall— nació el 1 de junio de 1903 en el barrio porteño de Caballito como la menor de los hijos de Pedro Traveso y María Ángela Pérez, ambos inmigrantes asturianos. Su madre era oriunda de Vega de Ribadeo y su padre era nativo de San Tirso de Abres, y ambos se habían conocido en Argentina. Cuando contaba con apenas dos meses de edad, su padre murió y los cuatro hijos del matrimonio quedaron a cargo de su esposa —anteriormente habían muerto dos hijos, Genoveva y José, a causa de difteria—; los otros eran Blanca, Ana y «Pitín». En ese sentido, una de sus biógrafas señaló que para Marshall «su padre fue una foto». Tras el deceso de su padre, la familia se trasladó al segundo y tercer piso de una casona de tres plantas en la calle Defensa 219 —actualmente Museo de la Ciudad— en el barrio de Monserrat, frente a la iglesia de San Francisco, donde vivió parte de su niñez. A la pequeña Marina le agradaba disfrazarse, pintar las paredes, jugar con un mono tití que tenía de mascota y una perra fox terrier a la que llamaba Tita, a la que luego le sucedió otro, Chispita. A los cuatro años, Marina fue inscrita en la escuela Juan José Paso, donde demostró su interés por la actuación, y un año más tarde hizo su primera presentación en el Centro Asturiano de Buenos Aires. La madre de Marshall debió mentir su edad para que la anotaran en la escuela dada la insistencia de su hija por ingresar al establecimiento. Dentro del mismo, se mostró inquieta, conversadora e incapaz de mantener la atención, y sus bromas con las demás compañeras y su verborragia la llevaron a recibir apercibimientos por sus malas notas y conducta. Mostró interés por asignaturas como Dibujo, Literatura, Historia y Geografía, pero en cambio, desdeñaba las Matemáticas.
En su niñez, la familia se trasladó al barrio de Montserrat y Marina inició sus estudios de danzas españolas, pintura, dibujo, canto, castañuelas y piano, como así también aprendió idiomas tales como el francés, italiano, alemán e inglés. Su mala conducta en la escuela Juan José Paso llevó a que la inscribieran medio pupila en el colegio de monjas de María Auxiliadora, pero se deprimió tanto ahí que su familia se vio obligada a trasladarla de nuevo a la vieja escuela. Luego de finalizar sus estudios primarios en 1913, prosiguió sus estudios secundarios en el Liceo Nacional de Señoritas n.º 1 José Figueroa Alcorta, donde comenzó a diseñar sus primeros personajes, en general imitaciones de sus profesores. Marshall, en su adultez, señaló que tuvo una infancia «feliz» y se caracterizaba por su exacerbada timidez: «La timidez me agarraba, por ejemplo, cuando tenía que dar una lección, o ponerme de pie para decirle algo a una maestra o a una profesora. Pero cuando se terminaba la hora de clase era un monigote, como soy ahora, un payaso. No fui muy buena alumna. ¡De verdad que no!». Al casamiento de sus hermanos, Marina y su madre —que formó pareja nuevamente con un hombre llamado Eugenio Lasala— se trasladaron a un departamento más pequeño en la calle Libertad al 100, donde comenzó a liderar una pandilla de niños llamada Los Arribeños del Norte, con la que desempeñó pequeñas obras teatrales en el sótano de la casa de un tío a manera de entretenimiento. Francisca, una mucama española oriunda de Mataluenga del Bierzo, León, ocupó un rol importante en la orbe de su niñez.
En el liceo de señoritas, se recibió de bachiller en 1921. Para su graduación, Marina y sus compañeras escribieron carteles donde manifestaban con gracia la profesión que seguirían adelante. Mientras que en el grupo se leían profesiones tradicionales como medicina y derecho, el cartel de Marina decía «licenciatura en Domesticología». Al terminar la educación secundaria, inició sus estudios en Filosofía y Letras en la Universidad de Buenos Aires, los cuales fueron interrumpidos cuando contrajo matrimonio en 1924 con Felipe Edelmann, un ingeniero de origen ruso mucho mayor que ella —rozaba los 40 años— y educado en Alemania, con el que tuvo a su única hija, Ángela Dora (1926-2022), a quien apodaba «Angelita». Marina vivía en ese entonces —a raíz del trabajo de su esposo— en La Pampa y regresó solamente a Buenos Aires para dar a luz a su hija; en ese interludio le embargaron la casa a causa de la ludopatía de Edelmann. A la muerte repentina de su madre en 1926 como consecuencia de una hemiplejía, la relación con su esposo comenzó a declinar y se separaron. En sus memorias, Marshall definió esa etapa de su vida como una «catástrofe sentimental y económica». Se trasladó temporalmente a la casa de su hermana Blanca en Rosario, Santa Fe, y posteriormente regresó con su pequeña hija a Buenos Aires para instalarse en una pensión y buscar empleo en los medios gráficos.

### Comienzos profesionales

#### Redactora enLa Novela SemanalySintonía
En 1932, a instancias de su amigo Delfín Ravinovich, consiguió trabajo como redactora en La Novela Semanal, donde escribió artículos con el fin de promocionar artefactos domésticos, como los de la empresa General Electric. Para ese entonces, Marshall se había radicado con su pequeña hija en una pensión de la calle Alsina en el barrio de San Telmo. Otras de sus publicaciones estuvieron vinculadas a la mujer y los cuidados para el cuerpo, y Marshall ganaba poco dinero por cada una de ellas. «Fue una época en que debido a una catástrofe pecuniaria, me vi en la obligación de ganarme la vida», comentó una vez la actriz.
Su trabajo como redactora continuó en la revista Sintonía, una de las más populares de la época junto con El Hogar y Mundo Argentino, que había sido fundada en mayo de 1933. Emilio Kartulovich, su director, la convocó para una entrevista y le propuso escribir una página. Marshall, bajo el seudónimo de Mitzy, reconocida por su agudeza nata, pasó a tener a su cargo la redacción de artículos sobre asuntos de actualidad en un apartado que se denominaba «Alfilerazos», donde se destacó por su humor ácido y sus observaciones punzantes. Sus redacciones se publicaron desde el 28 de octubre de 1933 al 20 de enero de 1934, y rápidamente adquirieron popularidad. Posteriormente, comentaría acerca de su trabajo:

«Mi especialidad era un poco tomarle el pelo a la gente de la radio. Tenía una página de humor a mi cargo, en la que hacía mis comentarios ilustrados con mis propios monitos, porque también me defiendo dibujando. Iba, miraba, escribía y dibujaba. Ese acercamiento, más las clases de canto que había tomado de chica, me permitieron iniciar mi carrera como cantante».

#### Cancionista internacional

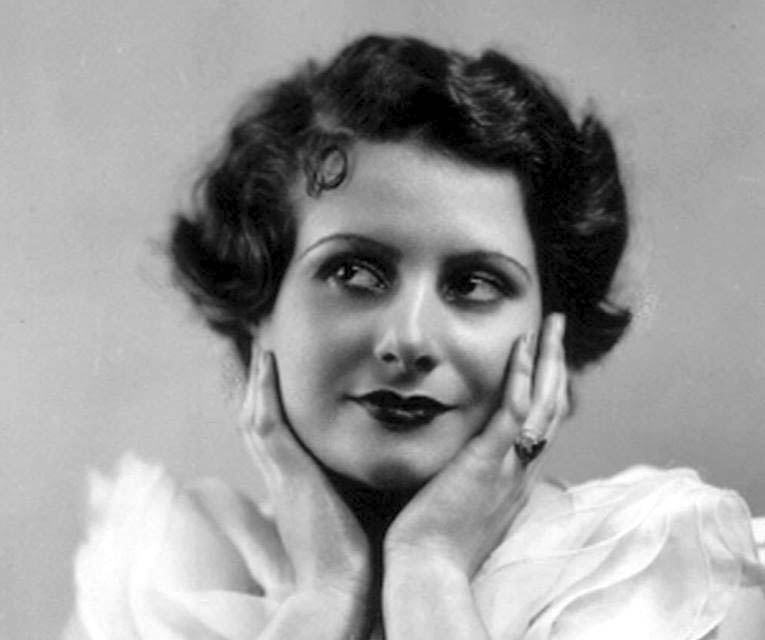
Marshall en una foto que salió publicada en Antena el 12 de enero de 1935. El artículo la describía como la «exquisita intérprete de canciones internacionales».

En 1934, por sugerencia de uno de los directivos de Sintonía, Enrique Simonetti, se presentó en una prueba radiofónica y cantó «Valentín» acompañada por un pianista, tras lo cual resultó elegida en la categoría de «cantante internacional». Un mes después, realizó su primera presentación como cancionista en el ciclo de radio La voz del aire, donde cantó en tres idiomas (inglés, francés y alemán) y permaneció trabajando durante ocho meses bajo el seudónimo de Ivonne D'Arcy. Sin embargo, no recibió honorarios por su trabajo y hasta tuvo que pagarle al pianista que la acompañaba. Las presentaciones continuaron todos los martes y jueves del mes. El buen desempeño de Marshall posibilitó que la reubicaran en un horario central a partir de marzo de 1934, pero sólo permaneció en esa franja hasta un mes después. Fascinada con las canciones populares francesas y alemanas, uno de sus temas favoritos era «Siboney» de Ernesto Lecuona, como así también las canciones de Lucienne Boyer, Marta Eggerth y Joséphine Baker.
Luego, Jaime Yankelevich la contrató en Radio Belgrano, pero después de tres meses, en septiembre de 1934, se enteró de que ya no figuraba en la programación, lo que obligó a la actriz a intercalar actuaciones en otras emisoras tales como Porteña, Cultura, Municipal, Nacional y Fénix. Se la felicitó por su trabajo y su éxito le permitió trasladarse a una nueva pensión en la calle Juncal, cercana a la radio. Sintonía publicó por entonces que «en la broadcasting Municipal viene destacando su actuación la cancionista Niní Marshall, discreta intérprete cuyo nombre va adquiriendo prestigio sólido», mientras que Abel Posadas escribió en su biografía que Marshall «formó parte de la multitud que pretendía otorgarle a la radio una política cultural todavía indefinida». Antena, con ocasión de su debut en Radio Nacional, escribió que «posee una voz de sugestivas tonalidades» y un «repertorio amplio y atrayente». Marshall percibía para ese entonces 150 pesos trimestrales.
Ese mismo año, conoció a Marcelo Salcedo, un contador paraguayo de una empresa yerbatera con el que se casó poco tiempo después y diseñó su nombre artístico definitivo. Su apellido fue constituido por la primera sílaba del nombre y apellido de su marido (Mar-Sal); la adhesión posterior de una «h» y una «l» a causa de un error de tipeo periodístico hizo que se pronunciara Marshall. En cambio, optó por una deformación de Marina para el nombre: Marinita-Ninita-Niní. Al comienzo, varias emisoras donde compartió cartel con Encarnación Fernández, Pablo Palitos o Delfina Fuentes la presentaron en sus anuncios como Lily Marshall, Niní Marschall o Niní Marshal debido a la supuesta dificultad que les generaba pronunciarlo.
Durante el invierno de 1935, Marshall actuó en un programa especial desde el escenario del Teatro Colón que contó con una amplia publicidad. Mientras tanto, Simonetti le ofreció un espacio radial para difundir recetas de cocina y promocionar una nueva marca de manteca en Radio Municipal. El hecho fue testimoniado por Marshall en sus memorias, pero no existe programación ni comentarios gráficos al respecto.

#### Cándida y Catita

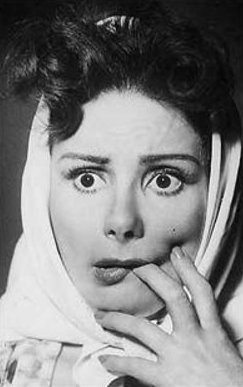
Niní Marshall caracterizada como Cándida, el personaje de la empleada doméstica gallega basado en su niñera Francisca.

Pipita Cano —seudónimo de Josefina Cano Raverot— era una aristócrata que conducía un ciclo radial llamado El chalet de Pipita en Broadcasting Municipal y también ejercía como cronista cinematográfica con el nombre de Patricia Palmer. Vislumbró sus dotes para la comedia y le ofreció interpretar a una mucama en su programa. Marshall relató el episodio así: «"La he escuchado haciendo a la gallega y me pareció muy graciosa". "¿Le parece, señora? Son cosas que una hace para divertirse. En realidad soy cantante internacional", agregué con algo de soberbia». Marshall perfeccionó entonces a Cándida Loureiro Ramallada, una empleada doméstica inspirada en una mujer de origen español que trabajaba en su casa de niña, Francisca Pérez. El personaje, según su biógrafa Marily Contreras, era «una mujer ignorante, ingenua y torpe, pero querible, y que produjo entre los oyentes de Niní una enorme cuota de ternura, por el trasfondo de bondad que emanaba el personaje». Irrumpía durante las entrevistas de Cano con cuadros de comedia pero, aun así, Marshall continuaba pensando que su especialidad era el canto y que la actuación era algo accidental. La caracterización fue creciendo en popularidad a tal punto que le asignaron un horario «más femenino», cerca del mediodía, y aceptó un ofrecimiento de la dirección para integrar una compañía de teatro con «inteligentes y jóvenes figuras» en una comedia titulada Una morena y una rubia, definida por Sintonía como «una especie de esgrima de palabras». A mediados de 1935, cuando El chalet de Pipita se trasladó a Radio Fénix, Marshall recibió la oferta de continuar su espacio no sólo con Cándida sino también con un número de canto. Roberto Llauró, un industrial destacado, visitó el programa de Cano circunstancialmente y la convocó para promocionar su marca de jabones verdes Llauró en los espacios publicitarios que había comprado en Radio El Mundo.
En 1936, debutó en El circo de Pan Am por Radio Splendid, pero el ciclo radial no perduró más de dos meses. Su compañero Augusto Codecá sugirió formar un grupo cómico integrado por él, Carmen Valdez, Rodolfo Zenner y Marshall denominado Los cuatro ases, pero ninguna emisora mostró interés. En noviembre, el director de El Mundo, Pablo Osvaldo Valle, por consideración a su patrocinante Llauró, ofreció integrarla a uno de sus elencos con un pequeño papel, conseguido más por compromiso que por interés real en la actriz, en la comedia musical Morena. Luego, tuvo una aparición breve e intrascendente en el radioteatro Timoteo Carquejilla (1937), con auspicio de Tienda La Piedad y productos Llauró. Los comienzos de la emisora no tuvieron demasiada trascendencia, motivo por el cual Marshall propuso hacer un programa cómico basado en guiones propios, Lechería La Preferida. Sin embargo, Valle rechazó la propuesta alegando que no era una actriz conocida y las mujeres no escribían libretos.
A partir de marzo de 1937, sus presentaciones radiales de media hora estuvieron acompañadas por su partenaire Juan Carlos Thorry, con quien trabajó asiduamente hasta los finales del apogeo de su carrera. Su experiencia como redactora publicitaria y su alto rendimiento en creatividad le dieron rápidamente un perfil novedoso como artista. El éxito del dúo acrecentó los niveles de audiencia y Jorge Luz manifestó que su personaje Cándida «era una gallega exacta... Niní descubría a su personaje». En una de las salidas de la radio, la actriz observó a las seguidoras enardecidas que se agolpaban para pedirle autógrafos a Thorry en Maipú 555 y recreando sus rasgos, gestó el personaje de Catita que, junto con Cándida, se convirtieron en sus caracterizaciones más emblemáticas. Valle la citó a su oficina y el empresario Emilio Córdoba, que estaba presente en la sala, la contrató para promocionar su compañía Tienda La Piedad, pero exigió que lo hiciera con un nuevo personaje. Fue así que Thorry le sugirió interpretar a Catita y, si bien Córdoba pensó que podía ser un éxito, también pensó que podía espantar a sus clientas dado que «todas eran iguales a ella». Marshall debutó con su nuevo personaje el 2 de mayo de 1937 junto a Ada Falcón, Bando da Lúa y la orquesta de Julio de Caro, tras lo cual las entrevistas y notas a su persona se multiplicaron. A partir de entonces, dos funciones semanales fueron dedicadas a Cándida —lunes y jueves— y otras dos a Catita —miércoles y domingos—. A un mes de estar en el aire, el diario El Mundo publicó que «son muchos los oyentes que reclaman que su actuación sea más seguida» y la definió como «una actriz excepcional tanto por la perfección de sus caracterizaciones como por su versatilidad creadora». Para apoyar el lanzamiento del personaje, que con apenas dos meses era una de las figuras más populares de la emisora, se establecieron premios tentadores para la audiencia auspiciados por Llauró. Marshall, que comenzó a cobrar 1500 pesos mensuales por sus creaciones, trajo a su programa otros personajes, Pipiola —bosquejo de Gladys Minerva Pedantone—, la judía Rebeca Sara Popofnosky y Mingo, uno de los hermanos de Catita. Realizó giras por cines de barrio junto a Thorry, con quien dividía las ganancias semanales, y en noviembre de 1937, debutaron con éxito en el cine Broadway de la calle Corrientes. Su labor durante ese año le mereció el premio «Sensación Radiofónica» otorgado por la revista Sintonía en aval de popularidad. Sus detractores aducían que sus caracterizaciones «pervertían el idioma», pero la emisora, consciente de su éxito, le solicitó un mes más en el aire. Sin embargo, Marshall dio por terminada su temporada de 1937 en septiembre a pesar de la oferta extra de dinero, lo que tensó su relación con la empresa. El Mundo confirmó su regreso a mediados de febrero de 1938, adelantándose al riesgo de una oferta imprevista, y aseguró que su contrato era uno de los más ventajosos. Para esa fecha, ya había presentado personajes como Cándida, Catita, Doña Pola, Loli Alcázar, Mingo y Nicola.

### Comienzos en el cine

#### Contrato con Lumiton yMujeres que trabajan

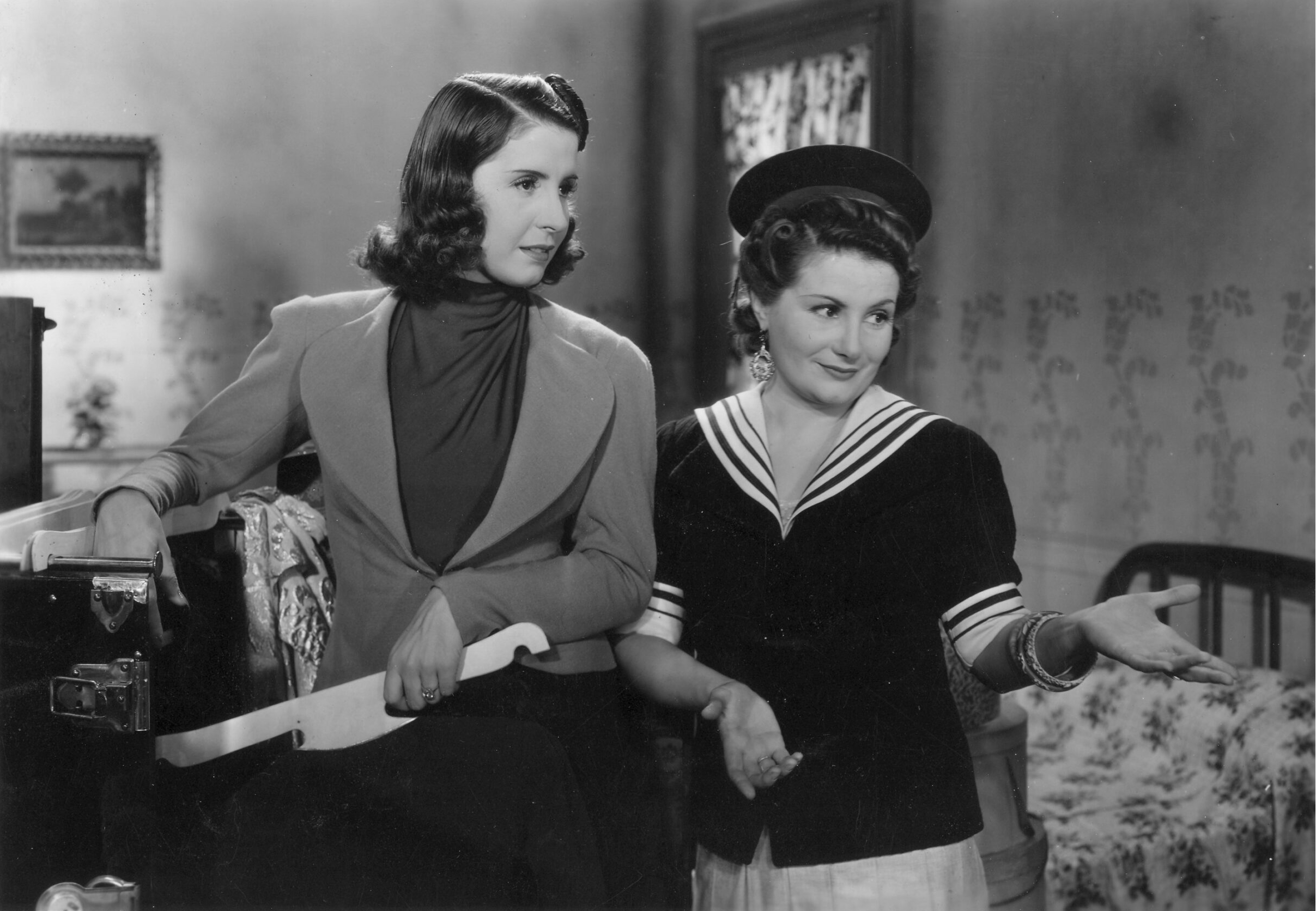
Sabina Olmos, coprotagonista en varias de sus películas, y Niní Marshall en Mujeres que trabajan (1938).

Aunque el equipamiento era aún precario, el cine comenzó a posicionarse como una industria activa y pequeña en torno a la cual artistas y directores construían una popularidad creciente. El público comenzó a inclinarse por el cine como modo de entretenimiento atraído por la posibilidad de ver a sus ídolos de radio en pantalla. En 1938, Marshall fue convocada por Manuel Romero para filmar su primera película. Sin embargo, el director debió reiterar varias veces su llamado ante el rechazo de la actriz, a la que, en sus propias palabras, le atemorizaba el cine porque «no tenía rostro cinematográfico y por miedo a que la gente se decepcione». Incluso, entrevistada por Celso Cruz, señaló: «Estoy haciendo cine, pero no me hallo en él. Le tengo miedo. Luego eso de repetir y repetir. Es fatigoso, pesado, sin emoción».
Marshall aceptó una prueba de cámara y, disueltos sus temores, rescindió su contrato con la radio y firmó uno nuevo con la compañía cinematográfica Lumiton. La actriz Mecha Ortiz, integrante del elenco, recordó tiempo después que su pariente, el presidente Roberto Marcelino Ortiz, al enterarse de que filmaría con Marshall, le solicitó que le consiguiera un autógrafo. Si por alguna razón se perdía la audición, solicitaba los libretos a la radio y, en reiteradas ocasiones, Marshall le envió sus discos. El Presidente, al igual que el gobernador de la Provincia de Buenos Aires, Manuel Fresco, se encontraban entre sus admiradores. La primera película de Marshall se tituló Mujeres que trabajan y la actriz compuso a Catita en el rol de una vendedora de tienda. Tras su estreno el 6 de julio de 1938 en el cine Monumental, las críticas fueron en general positivas y el Heraldo Cinematográfico apuntó que «la dicción en las escenas iniciales dejó algo que desear, pero que esto no empañó el resultado final». De acuerdo a Contreras, «la película es una atinada pintura de las empleadas de comercio de la época. La comicidad se basa exclusivamente en el lenguaje». Con o sin estrellas en su elenco, el cine de Romero, a menudo criticado y menospreciado, reivindicó siempre a los que se abrían camino por sí mismos, y en eso residió la identificación del espectador con sus personajes. Marshall, sin embargo, se mostró insatisfecha con su trabajo y cobró 3500 pesos, exactamente la mitad que la protagonista Mecha Ortiz, que en 1982 recordó: «Un día que yo tenía descompuesto el auto, íbamos en ómnibus. Delante nuestro viajaban dos señoras, con pronunciado acento catalán. Yo hablaba y hablaba, y no obtenía respuesta de Niní, hasta que por fin y muy por lo bajo me dijo: "Calláte, Mecha, que estoy tratando de escucharlas para sacarles los tonos y crear un personaje nuevo"».
Al finalizar el rodaje, la actriz partió en gira dos meses hacia Tandil en compañía de Thorry para luego continuar por Benito Juárez, Tres Arroyos, Coronel Dorrego, Bahía Blanca, Pergamino y Coronel Pringles. Tras un breve regreso a Buenos Aires, la gira prosiguió por Santa Fe —en Rosario permaneció cinco días a sala llena—, Mendoza, Entre Ríos, Córdoba y San Juan. El 30 de julio de 1939, apareció por primera vez en la portada de Antena con un retrato de Annemarie Heinrich, lo que indicaba que su popularidad iba en ascenso.

#### Divorcio en MontevideoyCándida

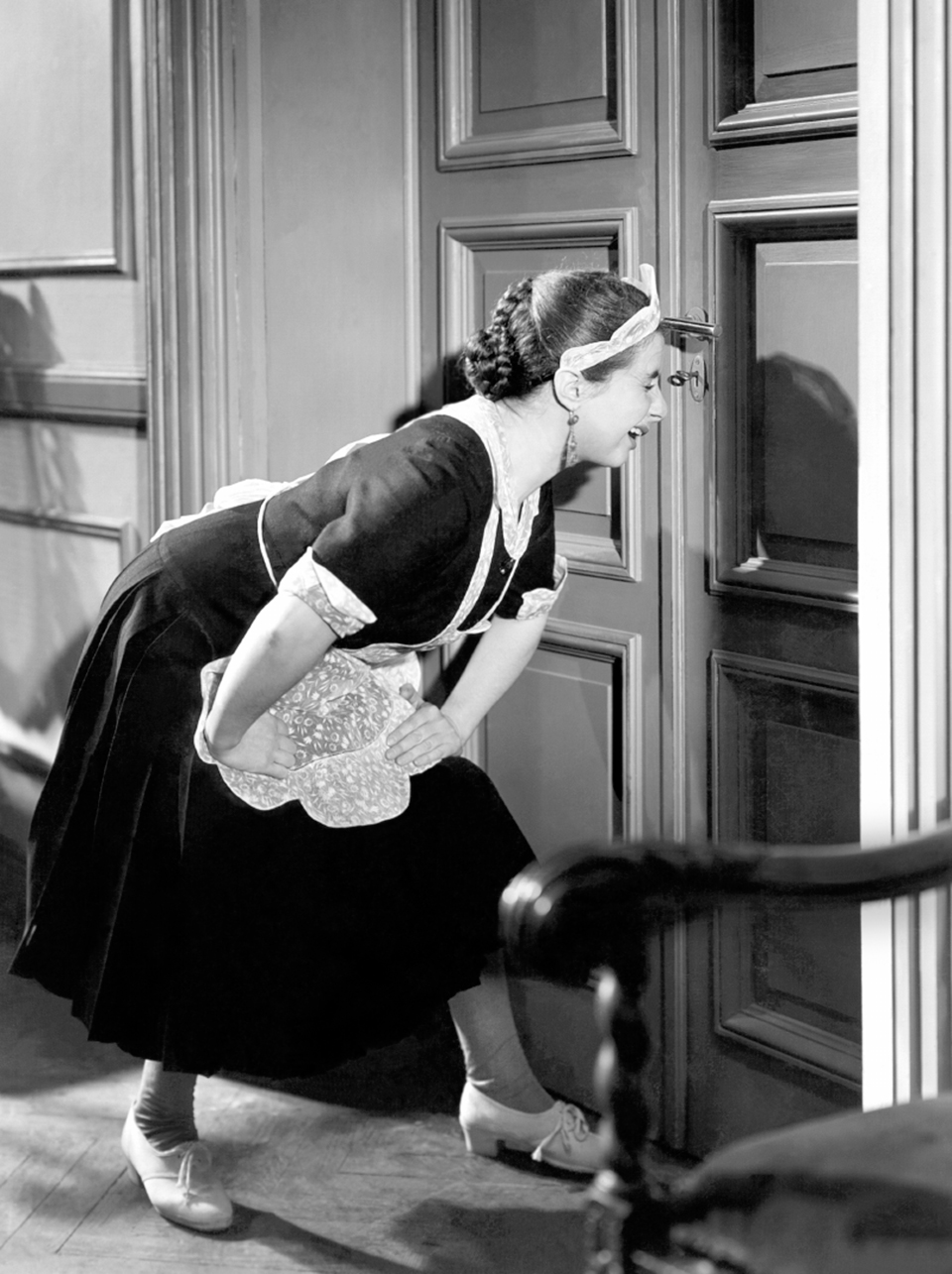
Niní Marshall en Cándida (1939).

En 1939, contratada nuevamente por Lumiton, protagonizó Divorcio en Montevideo junto a Enrique Serrano y bajo dirección de Romero. La película se estrenó a mediados de año en el cine Monumental y el historiador Domingo Di Núbila, en uno de sus libros, publicó que ahí «no solo se demostró que Niní Marshall podía hacer funcionar una película, sino multiplicarla por tres». Antes de comenzar el rodaje, la actriz había aseverado en rueda de amigos que no le interesaba el argumento de la película, porque ella salvaría el éxito. El Heraldo del Cinematografista la consideró de «categoría extraordinaria» y le asignó un puntaje de cinco puntos, el máximo en su escala de valores comerciales, mientras que Antena aseveró que «Niní consagró a Catita». El diario ABC de Sevilla dedicó dos páginas relacionadas con el movimiento cinematográfico argentino con una foto de Divorcio en Montevideo.
Mientras continuaba con sus programas de radio, ese mismo año recibió por primera vez una propuesta para llevar a su personaje Cándida al cine en un filme que se tituló con el mismo nombre, dirigido por Luis Bayón Herrera. La compañía EFA, que producía la película, urgida por las inversiones y la expectativa de lanzar un personaje popular, presionó por iniciar rápidamente el rodaje. Roberto Llauró era uno de sus accionistas y miembros del directorio; Marshall dijo en 1946 que sin él, probablemente, Cándida «hubiera pasado inadvertida». Marshall, en consecuencia, abandonó su trabajo en radio a dos meses de su debut y algunos medios de prensa sugirieron que «le cantó las cuarenta por las largas esperas y las eternas antesalas tipo amansadora». Esta vez, las críticas fueron modestas; la revista Radiolandia, por ejemplo, definió al argumento como de «materiales primarios, aderezado con algunos lugares comunes de directa repercusión en el auditorio, sirve a sus fines cómico-sentimentales a la intérprete y resulta de eficacia popular». El filme permaneció 15 días en cartelera —luego prosiguió por el interior varios meses— y Radiolandia reveló que las risas de los extras obligaron a filmar nuevamente varias escenas; Zully Moreno y Pepe Biondi se encontraban entre las muchas personas que se presentaron para obtener algún papel como extra en la película. El rodaje duró dos meses y finalizó con una escena musical emblemática, la kermés con gaiteros y bailes. Inicialmente iba a titularse El corazón de Cándida, pero la importancia del personaje hizo que solamente llevara su nombre.

#### Conflicto entre Lumiton y Argentina Sono Film
El éxito creciente de Marshall y su facilidad para generar dinero con las películas fue motivo de disputa entre dos compañías cinematográficas, Argentina Sono Film y Lumiton. Firmó un contrato con la primera para trabajar dos meses en una película con honorarios de 45 000 pesos. El 9 de octubre de 1939, EFA había anunciado que la actriz filmaría con ellos otra película de Cándida en los estudios de la calle Lima durante marzo de 1940.  Un día después, se publicó que actuaría como Catita en una obra de Argentina Sono Film, de modo que cuando los directivos de Lumiton se enteraron del supuesto precontrato de la actriz con otra empresa, estallaron en ira y pidieron información, dado que poseían la exclusividad de las interpretaciones de Catita, además de que tenían programadas dos películas para el año entrante.  El 16 de octubre, Sono Film confirmó en La Nación su intención de «hacer efectivo el compromiso» y, de acuerdo a su versión de los hechos, el acuerdo convenía que fuera de la película que estaba filmando para Lumiton, no podía actuar con ninguna otra empresa, salvo EFA, para la cual podría realizar una película con el personaje de Cándida. El contrato, además, había sido rubricado de manera ológrafa por Mentasti y Marshall, motivo por el cual la actriz debió aclarar en un comunicado que se había tenido en cuenta ese detalle en su nuevo proyecto con Argentina Sono Film y Lumiton continuaría con la concesión de Catita:

«Lo realmente ocurrido fue lo siguiente: a raíz de habérseme propuesto la realización de una película para ASF, tuvimos en mi casa particular una conferencia con los dirigentes de esa productora, en la que se consideró la posibilidad de esa realización, firmándose por mi parte la carta transcripta en el comunicado aludido, pero debo significarle que en ese documento no se establece mi obligación de interpretar el personaje de Catita, cuya exclusividad corresponde a Lumiton, como así lo manifesté verbalmente a la ASF. De más está decir que estoy dispuesta a cumplir la realización de la película para esta última productora del 15 de abril al 15 de junio de 1940 y siempre que ella se ajuste a lo conversado al respecto».

Para la actriz, la propuesta de la productora era digna de ser tomada en cuenta y la difusión pública fue una presión de ASF para posicionarse en el mercado. De ese modo, la empresa —que se había propuesto filmar 15 películas en 1940 a pesar de los inconvenientes producto de la Segunda Guerra Mundial— dio por terminada Casamiento en Buenos Aires y confirmó el rodaje de Luna de miel en Río y Yo quiero ser bataclana, las tres bajo la dirección de Romero, y EFA puso nombre al nuevo filme, Los celos de Cándida, dirigida por Bayón Herrera.

### Década de 1940

#### Estrella principal del cine argentino
Marshall fue la estrella con más exhibición de 1940: llegó a estrenar cuatro películas en un año, cifra no alcanzada por ningún intérprete del momento. Cuando EFA anunciaba el próximo rodaje con Cándida, Sintonía publicó el final del escrutinio de «Valores Cinematográficos 1939», una encuesta hecha entre sus lectores. Con apenas tres películas en su haber, Marshall se ubicó detrás de Libertad Lamarque y Mecha Ortiz. Casamiento en Buenos Aires, la secuela de Divorcio en Montevideo, se estrenó en Año Nuevo de 1939 y actuaron Enrique Serrano, Sabina Olmos y Roberto García Ramos en roles estelares. La película recibió buenas notas en revistas y pequeños comentarios en los diarios y radios, aunque hubo excepciones. Sintonía describió que «el espectador puede tranquilamente dejar de mirar la pantalla para seguir oyendo la película. Las imágenes carecen de la fuerza atractiva que tiene el verdadero cine», mientras que La Nación relató: «Episodios y tipos convencionales, se arman con medios directos y fáciles, pero entre unos y otros se asoma... Catita». La trilogía se completó con Luna de miel en Río, donde actuó junto a Tito Lusiardo y Juan Carlos Thorry. Aunque estaba ambientada en Brasil, los rodajes se llevaron a cabo en tan solo un mes en Munro. Marshall se convirtió para ese momento en una de las actrices más productivas del año y la de mayor importancia en la industria del cine.

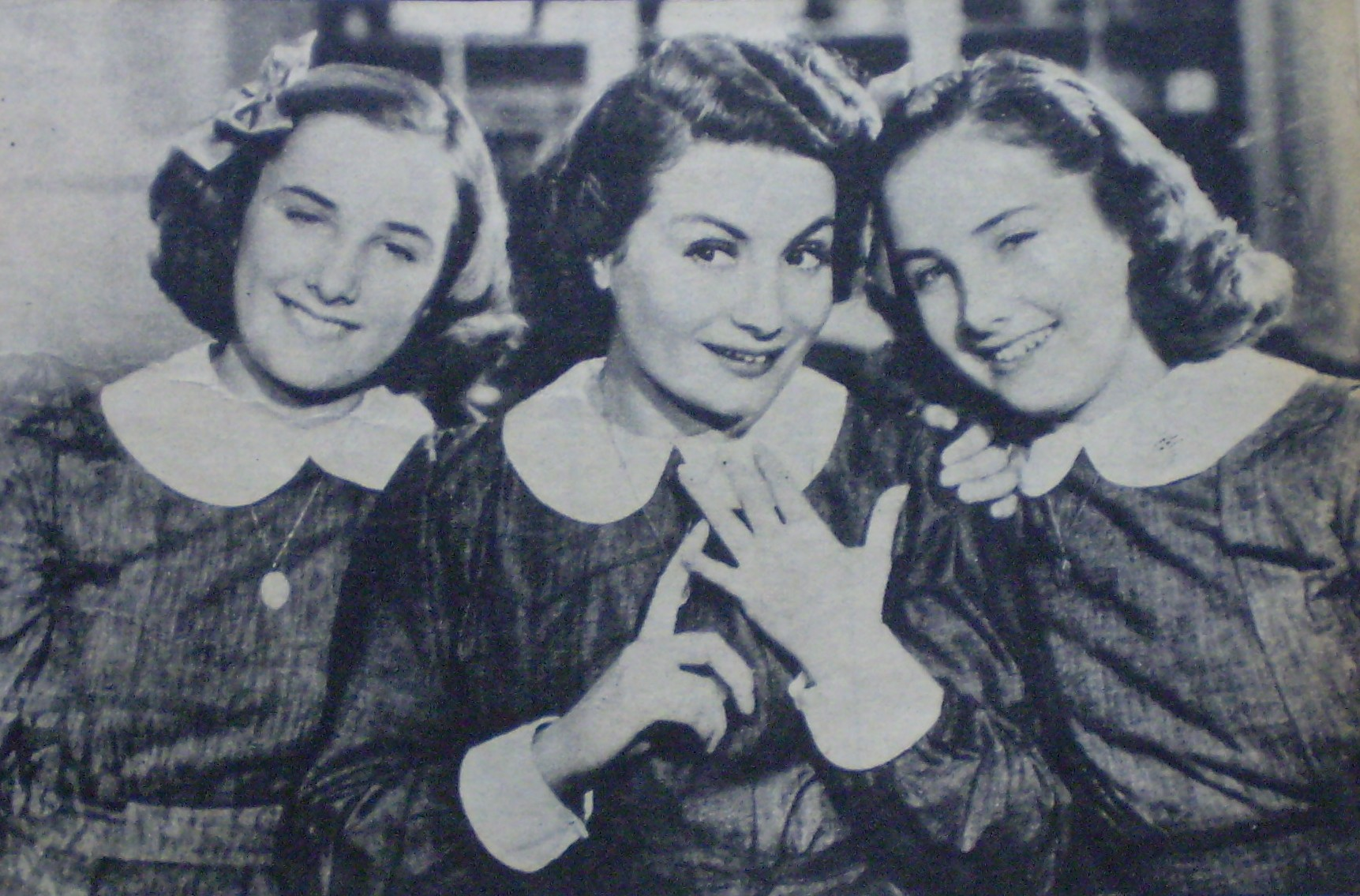
Marshall junto a las gemelas Mirtha y Silvia Legrand en Hay que educar a Niní (1940).

En 1940, Marshall también protagonizó Los celos de Cándida, que generó un modesto éxito. La actriz intervino en el armado de los diálogos junto a Luis Bayón Herrera y su actuación estuvo acompañada por Augusto Codecá. El Heraldo, en sus sugerencias para el programa de mano, la catalogó como una «magnífica comedia de gracia irresistible». Jorge Luz realizó su debut como actor en esa película en una breve aparición como un bañista que caminaba por detrás de los personajes protagónicos en las playas de Mar del Plata. Durante el rodaje, el director aprovechó la ignorancia de Marshall en la práctica de la ruleta para que su personaje cometiera todo tipo de torpezas en una de las escenas llevadas a cabo en el casino.
En el mismo año, los hermanos Mentasti le ofrecieron a Marshall una propuesta para rodar la comedia Hay que educar a Niní (dir. Luis César Amadori), que la actriz aceptó con la condición de elegir el director e intervenir los libretos. Ante la imposibilidad de interpretar a Cándida y Catita por cuestiones contractuales, Marshall apareció en el rol de Niní Reboredo, una actriz de reparto que vive en un internado de niñas y se hace pasar por la hija de un industrial rico interpretado por Francisco Álvarez. Según Etchelet, los carpinteros y técnicos del estudio abandonaban sus puestos para verla actuar y muchas escenas debieron repetirse a causa de las risas. Las gemelas Mirtha y Silvia Legrand aparecieron como extras en la película. Hay que educar a Niní se ubicó en el puesto tercero en la encuesta de lo mejor de la temporada efectuada por el Heraldo del Cinematografista, que calificó a Marshall como «graciosa y simpática como de costumbre, acapara la atención del espectador». Horacio Salas, al entregarle el título de ciudadana ilustre en 1989, le espetó: «Una de sus películas se llama Hay que educar a Niní. Pero es Niní quien nos educa hace 50 años».
Las películas de Marshall pronto se convirtieron en «cadeneras». Dado que no existían leyes de protección al cine argentino, cada compañía vendía a los distribuidores cinematográficos toda la producción del año en un solo lote, generalmente encabezado por las películas de Lamarque, Marshall o Luis Sandrini en el caso de la Sono, cuyos nombres eran utilizados para conseguir también mejores precios para las restantes películas que integraban la tanda. En la jerga cinematográfica, se decía que los filmes de Marshall servían de «cadeneras» para las restantes. Comenzaron a comercializarse productos con su imagen, entre ellos muñecas de Tiendas La Piedad vestidas con diseños que emulaban a Catita y Cándida (1937), y pañuelos que aseguraban en su publicidad que «tanto sus preciosos dibujos como sus delicados coloridos han sido seleccionados por esta genial artista».
En julio de 1940, Marshall firmó un contrato de exclusividad con Argentina Sono Film para filmar dos películas bajo dirección de Luis César Amadori en seis meses, un acuerdo que luego se extendió hasta diciembre de 1943. Entre noviembre y diciembre de ese año, la actriz incursionó por primera vez en el ámbito discográfico al grabar —en su personaje de la tonadillera Loli— un disco de pasta de 78 rpm con catorce temas musicales, entre los que destacan «Se lo cuentas a Noel», «Soy castañera» y «La Sinforosa», bajo el sello Odeón. Volvió a aparecer con ese personaje en Radio Belgrano en marzo de 1941 durante un programa especial.
Nuevamente dirigida por Romero, a comienzos de 1941 protagonizó Yo quiero ser bataclana, donde Marshall representó una parodia emblemática del ballet La muerte del cisne de Saint Saens —«el mejor acierto cómico del film» según la crítica— e interpretó el tango «El vino triste» de Juan D’Arienzo. Recibió el asesoramiento de la coreógrafa Mecha Quintana y luego recordaría con humor en Mis memorias que «bailé de punta y maté al cisne como si fuera una gallina». La crítica cinematográfica la calificó como «una buena cinta cómica» y la propia actriz destacó que «tuvo un ritmo febril, diálogos vivaces y ocurrencias ingeniosas». Antena la llamó el «primer ensayo serio de lo que puede hacerse dentro del género comprendido por la comedia musical». El empresario radiofónico Pablo Valle, al notar que la actriz estaba siendo eclipsada por el cine, mostró su enfado, mientras que Llauró intentó convencerla infructuosamente de regresar a la radio. Paralelamente, a partir de enero de 1941, Marshall inició una gira con Pedro Quartucci —en reemplazo de Thorry— y partió rumbo a Chile y Perú. Sus presentaciones en Chile fueron tan populares que la demanda de entradas superó las expectativas y permanecieron toda la semana a sala llena. Según Cine Argentino, «Catita fue objeto de múltiples manifestaciones de simpatía» y Marshall tuvo ocasión de encontrarse con Tita Merello, Luis Sandrini, Hilda Sour y Luis Roldán, con muchos de los cuales actuó en la radio.

#### La estrella más cara de la radiofonía y reveses profesionales

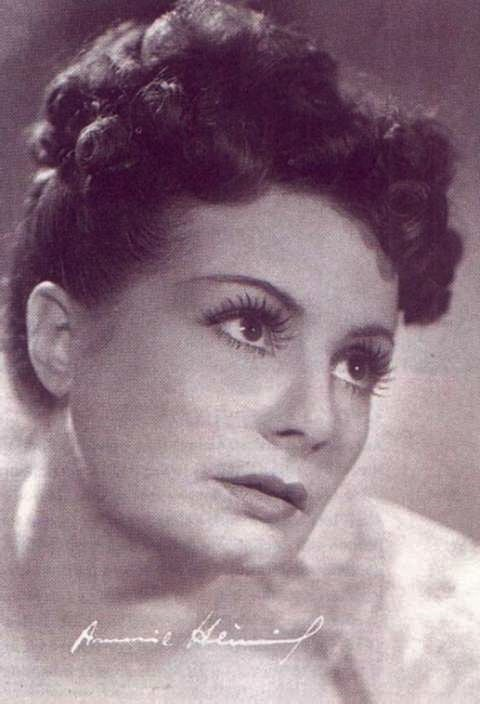
Marshall retratada por Annemarie Heinrich, c. 1940.

Marshall presentó un nuevo personaje, la cantante lírica Giovanina Regadiera, en su filme Orquesta de señoritas, con el que ridiculizó a las divas de Bel canto que se presentaban en el Teatro Colón. El filme recibió críticas mixtas y se estrenó apenas 20 días después de Yo quiero ser bataclana, lo que daba la pauta del ritmo vertiginoso de trabajo que tenía Marshall por esos años. Su biógrafa Marily Contreras coincide en que la producción de los años 1939-1941 es «impresionante», lo que generó cansancio en Marshall, que además alternaba sus películas con presentaciones esporádicas en radio. La actriz percibía en ese entonces 85 000 pesos por cada película. Semillita participó de Orquesta de señoritas y, en un momento del rodaje, Marshall lo sentó en sus rodillas creyendo que era un niño. Encantada con su trabajo, le dijo: «¿No te parece que sos demasiado querubín para robarte la película? A ver... Cuántos años tenés?», a lo que Semillita respondió: «¿Yo? 21». Carlos Borcosque, presente en ese momento, contó que Marshall quedó parada mirando hacia todos lados mientras a su alrededor se descostillaban de risa. «Jamás Niní repetirá un gesto, una reacción tan rápida, ni un grito, más expresivos», señaló. El episodio fue narrado por Radiolandia y Antena, y finalmente se incluyó en la autobiografía de Marshall.
Su siguiente película, Cándida millonaria (1941), recibió críticas mixtas y Marshall sufrió un ataque de nervios el día del estreno al ver volantes que la acusaban de ridiculizar a la colectividad gallega, una antesala de la censura que sufriría dos años después. Sin embargo, su labor fue nominada en el rubro de Mejor Actuación por la Academia de Artes y Ciencias Cinematográficas, aunque perdió frente a Delia Garcés. Pronto llegaron ofertas para trabajar en radio mientras los cálculos estimaban que Marshall tenía cerca de un millón de espectadores cuando sus programas eran transmitidos en cadena, alrededor de las 21, al igual que los de su amiga Libertad Lamarque y Hugo del Carril en emisoras competidoras. Sin embargo, a pesar de las cuantiosas sumas ofrecidas, optó por encarar una gira junto a Juan Carlos Thorry, primero a Cuba y luego a México, que comenzó en enero de 1942. A su regreso, aceptó la oferta de Radio Splendid para actuar dos veces por semana durante dos meses en programas de media por 30 000 pesos mensuales, cifra no percibida por ningún artista radial en ese entonces. La actriz se reservaba también la elección de la fecha, según estipulaba el contrato, y durante esas presentaciones —que continuaron también en 1943—, impuso dos nuevos personajes, Belarmina y Jovita, la eterna solterona, que tuvieron un rotundo éxito. Iván Casadó y Carlos Ginés oficiaron de partenaires en sus actuaciones.
Continuando con su rutina de escribir, en sus ratos libres colaboró con el guion de La mentirosa en un trabajo conjunto con Luis César Amadori. Fue estrenada en el cine Ocean en 1942 y en una de las escenas, el impacto de una bala perfora la luneta trasera de un automóvil, tras lo cual el personaje de Marshall exclama: «¡Qué lastima, un auto tan nuevo y ya se está apolillando!». Radiolandia publicó que «Amadori contuvo a Niní y sus desbordes. La contención es su mejor triunfo. Su presencia es una invitación a la carcajada». Enrique Santos Discépolo, uno de los compositores de tango más relevantes de la época, la incluyó en su siguiente proyecto, Cándida, la mujer del año (1943), que perduró solo una semana en cartel y resultó un fracaso comercial a pesar del entusiasmo del director, que estaba convencido de que sería un éxito. Las críticas fueron extremadamente negativas: algunas señalaron que «la acción es lenta, el acompañamiento mediocre», El Heraldo publicó que «pudo haber sido un breve sketch eficaz» y Mauri Rubistein de Antena reseñó que «no es precisamente una consagración del arte de Niní Marshall». Cándida, la mujer del año duró apenas una semana en cartelera y es uno de los trabajos menos recordados de Marshall en esa época.

#### La Revolución del 43 y proscripción radial
El 4 de junio de 1943, un golpe militar conocido como Revolución del 43 destituyó al presidente Ramón S. Castillo. Arturo Rawson ocupó el cargo hasta su renuncia tres días más tarde, momento en que fue reemplazado por el coronel Pedro Pablo Ramírez. El 7 de junio, fecha de su llegada al cargo, se creó el Consejo Superior de las Transmisiones Radiotelefónicas, cuya primera resolución fue presentar una larga lista de palabras y locuciones mal empleadas en el lenguaje corriente que debían «proscribirse de la radiofonía». Marshall había renovado su contrato recientemente en Radio Splendid por una importante suma de dinero y en sus memorias relató que, al finalizar una de las emisiones, «no pude con mi genio y me despedí diciendo: "Hasta el viernes... si nos dejan"». Luego de eso, Marshall no pudo volver a presentarse en radio y su siguiente presentación fue reemplazada por Hugo del Carril. No hubo explicación alguna desde la emisora ni tampoco crónicas que refirieran a la última audición.
Desde la oficina de Radiocomunicaciones, la actriz recibió un comunicado que expresaba que la prohibición había sido llevada a cabo «porque sus personajes deformaban el idioma al pueblo argentino, que no tiene capacidad de discernir». José Ramón Mayo, colaboracionista de Ramírez y hombre comprometido con la defensa del buen uso del idioma, señaló en un reportaje que «miles de personas decían como ella: "¿lo qué?"... Entonces, un día la llamamos y le dijimos que debía morigerar sus libretos. Lo que Niní nunca ha dicho es que nos tomaba el pelo, que con nuestras recomendaciones hacía lo que se le daba la gana». A partir de entonces, sus libretos fueron leídos, marcados, tachados y enmendados por académicos pertenecientes a los organismos de radiodifusión, en especial los alusivos a Catita.

«Ahora ya no es solo el deseo de descansar. Ahora su labor, que nunca tuvo más censura que la propia, debe entrar como todas en una nueva y más rápida regla de propalaciones y sus muñecos ya no serán los mismos, ya no lo eran en sus últimas noches».
Antena, con ocasión de la censura, 1943.

En medio de los rumores que anunciaban que no volvería a la radio, incluso durante 1944, Marshall ofreció algunas declaraciones:

«Por otra parte, mis personajes imitan, con espíritu de crítica, que corrige riendo, personajes reales del medio social en que vivimos. Desde el momento en que la nueva reglamentación es restrictiva en este aspecto, puesto que las imitaciones suponen un calco de modismos, me veo precisada a desvirtuar el sentido de algunos personajes, de tal manera que debería ponerme a la tarea de crear otros, de modificar algunos, en fin».
Niní Marshall.

Luego de dos años de proscripción radial, Antena publicó una nota: «Su sátira y sus caricaturas no han sido superadas, ni tampoco olvidadas en los medios radiofónicos». El hermetismo de la prensa alrededor de la medida impuesta por la Dirección de Radiocomunicaciones sólo fue roto mediante pequeños y punzantes comentarios enviados por la misma revista en su columna «Dicen que dicen», donde escribieron en mayo de 1946: «¿Por qué si se permiten por radio imitaciones de los personajes creados por Niní Marshall, no se le permite actuar a ella?». En 1945, Marshall mantuvo una reunión con el interventor de Radiodifusión, Delio Martínez, quien le manifestó que no había ningún reparo a su labor, «dentro de las modalidades propias y características de la estrella». Con ocasión del encuentro, Radiolandia publicó que «como punto de esta seguridad, no sería raro que Niní reviera su decisión de no actuar más en radio y la pudiéramos escuchar en alguna importante emisora dentro de muy breves meses». A la pregunta de «¿Cuándo volverá a la radio?», efectuada en 1946, Marshall respondió: «Creo que a la de mi país, nunca».

#### Primeras superproducciones del cine argentino
Marshall incursionó en el género no explorado aún de la parodia cuando fue convocada en 1943 para encabezar Carmen, inspirada en la ópera de Georges Bizet y considerada la primera superproducción del cine argentino al servicio de una temática cómica. La trama indica que una costurera fanática de Carmen cree corporizarse en la protagonista a raíz de un golpe en la cabeza. De acuerdo a Contreras, el filme posee «un poco de célebre ópera, otro poco de literatura y mucho de ingenio y locura». En una de las escenas, el personaje de Carmen debía rodar por las escaleras, motivo por el cual el director propuso contratar una acróbata. Marshall se negó y realizó ella misma la escena, que le provocó una serie de moretones. La revista Antena señaló que «Niní es el alma de Carmen y casi puede decirse que toda la película es ella». El coro del Teatro Colón y el tenor Domingo Mastronardi, al igual que una orquesta de 120 integrantes, participaron del rodaje. El éxito inicial hizo que la película fuera generadora de una trilogía que completaron Madame Sans Gene y Mosquita muerta, ambas también basadas en piezas famosas volcadas a la parodia.
Conoció a Juan Domingo Perón circunstancialmente en 1944 cuando un terremoto produjo severos daños en la provincia de San Juan y hubo cerca de 10 000 víctimas. Como otros militares nacionalistas del Grupo de Oficiales Unidos, Perón pertenecía al gabinete del presidente de facto Pedro Pablo Ramírez, donde ejercía como secretario de Trabajo y Previsión y secretario de Guerra. Luego de la tragedia, Perón encabezó una convocatoria dirigida a figuras notorias del espectáculo, entre las cuales se hallaba Marshall, que colaboró recaudando dinero —4964,50 pesos más 1000 aportados por ella misma— al igual que otras actrices de la época.

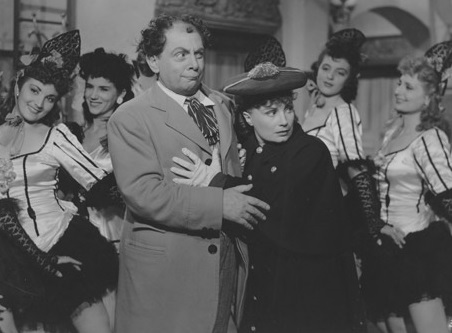
Francisco Charmiello y Niní Marshall en Mosquita muerta (1946).

Marshall parodió la vida de Cathérine Hübscher, la viuda del mariscal francés François Joseph Lefebvre, en Madame Sans Gêne (1945), que se convirtió en la película más costosa del cine argentino. Conrado Nalé Roxlo fue el encargado de adaptar la obra teatral de Victoriano Sardou. Al momento de su estreno, fue anunciada como «una película fastuosa, deslumbrante, espectacular y ultracómica». El filme permaneció diez semanas en cartel en calle Corrientes y muchos autores coincidieron en calificarla como la «película cumbre» de Amadori. La encuesta del Heraldo la colocó en el cuarto puesto dentro de las mejores producciones del año y Marshall obtuvo el premio a la mejor actriz cómica de la Asociación de Cronistas Cinematográficos de la Argentina, el primer galardón obtenido desde el comienzo de su carrera. Antena concluyó que Marshall «alcanza el más rotundo éxito interpretativo de su estupenda carrera. Sus andanzas en la corte son jocosas, aunque se abusa de la pose y el gesto chabacano». Posteriormente, estrenó Santa Cándida en marzo de 1945, donde personificó a una mucama que hereda una gran estancia y pone a trabajar a todos los parientes de su antigua dueña. Antena esta vez calificó a la película como una «excelente presentación, muy buenos decorados, grandes ambientes, nítida fotografía, buen sonido», y luego agregó, «entretiene sin mayores esfuerzos». La actriz permaneció sin propuestas de trabajo hasta la temporada siguiente, de modo que dedicó su tiempo a ocuparse de su casa de Recoleta, tomar clases de inglés y pintura, y descansar en su quinta de Moreno, que por esos años estaba edificando. Al año siguiente, fue convocada para protagonizar Mosquita muerta, basada en una obra de 1883 de Henri Meilhac, Mademoiselle Nitouche, donde presentó dos nuevos personajes, Gladys Minerva Pedantone y la Niña Jovita. Las críticas fueron mixtas, algunas particularmente duras, y si bien no tuvo por poco el mismo éxito que su predecesora, permaneció ocho semanas en cartel en la ciudad y doce en las afueras de Buenos Aires. Di Núbila la definió como «una bufonada poco cinematográfica, bastante chabacana y de éxito comercial».

#### Continuación de su carrera cinematográfica
Su primera participación en teatro ocurrió en la obra Un lío de millones (1946), que en un principio había sido anunciada como Una chica original. La crítica destruyó los autores y a la obra; La Prensa, por ejemplo, publicó que «es lamentable que para presentar a una artista tan celebrada y eficaz se haya recurrido a pieza tan mediocre». Su estreno en el Teatro Astral generó un desborde de público que, entusiasmado por ver a las estrellas que asistían a la obra, ameritó la presencia de policía para abrirle paso a los invitados. Duró sólo un mes, a pesar de que el dueño del teatro insistió en mantenerla.
En Una mujer sin cabeza, dirigida nuevamente por Amadori, las buenas críticas no lograron que su permanencia en las salas se extendiera por más de dos semanas. La Nación publicó que «el público pudo ver nuevamente cómo llena esta actriz el interés de las escenas con su presencia o su palabra». Marshall volvió a aparecer en un filme de menos de una hora de duración titulado Buenos Aires canta (1947), que consistía en una serie de cuadros musicales donde se presentaban artistas y conjuntos populares, entre los que destacaban Hugo del Carril y Azucena Maizani. Ahí, interpretó a Loli y cantó una canción popular española. La versión completa del filme desapareció, al igual que la empresa cinematográfica y el cine donde se estrenó, y en la actualidad no existen registros del mismo.
Su siguiente película, Navidad de los pobres, se estrenó en 1947 en el cine Monumental y significó el retorno de Catita luego de seis años fuera de la pantalla. Según La Prensa, Marshall «constituye el alma y la mejor base de la película. Su peculiar modalidad, sus tan cómicas inflexiones de voz, su pintoresca vestimenta y el ademán preciso de la caricatura sin desbordes, provoca continuamente la hilaridad, la sana hilaridad del público». Irma Córdoba y Tito Lusiardo también participaron de la película, que fue un éxito, y la labor de Marshall mereció el premio a la mejor actriz cómica de la ACCA.
Intervino en diez audiciones en Radio Carve de Montevideo durante septiembre de 1947 y su debut ameritó nuevamente la presencia de policías para contener al público. En paralelo, las ofertas para trabajar en México no cesaban, mientras en Uruguay la catalogaron como la «estrella de la gracia». Ese mismo año, Manuel Romero la convocó en simultáneo con Jorge Salcedo para filmar Porteña de corazón, donde nuevamente actuó en el rol de Catita. De acuerdo a Di Núbila, «fue la mejor y más ágil comedia de Catita en bastante tiempo» y El Mundo señaló que «la trama, que no es más que un pretexto, desaparece, por suerte, ante su absorbente actuación»; sin embargo, otras críticas, como la de Antena, señalaron que «necesita volver a Madame Sans Gene o a la humana Cándida». El rodaje estuvo apremiado por el tiempo: aunque las relaciones con Mentasti eran muy buenas, Marshall estaba decidida a que nada aplazara su gira y había aseverado que no filmaría un solo día más después del 31 de diciembre, por lo que, si algo impedía que se completara, la película quedaría sin terminar. Sin embargo, filmó desde muy temprano hasta la madrugada la mayoría de los días durante enero y la primera semana de febrero, y su estrenó finalmente sucedió en abril de 1948.
El último trabajo de Marshall con Manuel Romero ocurrió en 1949 con Mujeres que bailan y, a pesar del modesto éxito, las críticas se vieron desplazadas por las crónicas que reflejaban el clima político del país. A su estreno, se criticó lo «inadecuado de la ubicación de la estrella, considerándola a ésta en su genuino rango de tal, ganado por otra parte, con legítimo derecho y por méritos indiscutibles». Fanny Navarro, una actriz proveniente del drama, fue una de las integrantes del elenco y su protagónico se destacó por sobre el de Marshall de acuerdo a la mayoría de los medios de prensa. En sus memorias, Marshall manifestó que «nuestra relación fue muy cordial. Ella era una hermosa muchacha, amable y obediente en el trabajo». Durante la filmación de la película, Navarro se hallaba en pareja con Juan Duarte, hermano de Eva Perón y secretario privado del presidente. De acuerdo a Marshall, Navarro la invitó en nombre de Duarte en reiteradas ocasiones para cenar juntos al sostener que era «su actriz favorita», pero la actriz rechazó todas las propuestas «con cortesía pero sin ocultar mi falta de interés por conocerlo».
Se anunció su debut y regreso a Radio Splendid en Aquí está la caravana, pero en cuanto se puso a escribir, se le informó que la Dirección de Radiodifusión no autorizaba su actuación, aduciendo nuevamente que sus personajes «atentan contra la pureza del idioma». Al cumplirse cinco años de su censura, Marshall consideró en retirarse dado que consideraba a la radio su medio preferido, pero desistió diciendo: «Una cosa es que tomemos un decisión y otra que la tomen por nosotros». En cambio, decidió probar suerte de nuevo en el teatro cuando fue convocada en 1948 para ser la coestrella de Pepe Arias en Carrousel de estrellas e Y Pepe volvió con música en el Teatro Casino, a dos años del fracaso Un lío de millones. Los actores realizaron tres funciones diarias con dos espectáculos distintos y recibieron críticas positivas, especialmente Marshall, que buscaba consolidarse en el mundo del teatro. En 1985, reflexionó en sus memorias: «Alguna vez pensé, y creo que no me faltó razón, que aquel primer paso fue demasiado pretencioso, que mi comienzo sobre un escenario debió ser más modesto, más humilde». Los rumores de celos profesionales entre Marshall y Arias comentaban que hicieron «tambalear» la temporada, aunque al momento de recordar la obra, los actores siempre tuvieron palabras de respeto y amabilidad, incluso, volverían actuar juntos durante los años de 1960.

### Exilio

#### Comienzos de su carrera internacional y problemas políticos
A mediados de noviembre de 1948, el productor mexicano Gregorio Walerstein arribó a la Argentina y firmó varios contratos con estrellas locales, entre las cuales se encontraba Marshall, que significaba un respaldo para lanzar una serie ambiciosa de producciones con Cándida, bajo el argumento de que en su país no la habían explotado aún. El acuerdo fue el preanuncio del abrupto final de la carrera de Marshall en Argentina, por lo menos hasta mediados de la década siguiente.
Un mes después del estreno de Mujeres que bailan, Marshall partió hacia Nueva York contratada por Carlos Montalbán para actuar en el Teatro Puerto Rico junto a Pedro Quartucci. Pasó triste las últimas horas antes de la partida, se negó que la acompañaran al aeropuerto y en Argentina ya no hablaban de contratarla, como así tampoco fue tapa de ninguna revista. El contrato inicial de siete días pronto se extendió a dos semanas y una vez finalizado, la actriz viajó a México para cumplir el contrato firmado con Walerstein, tras lo cual se dispuso a filmar su primera película mexicana, Una gallega en México, bajo dirección de Julián Soler, no sin antes recibir una propuesta para actuar en Broadway. Al llegar a México, la recibieron Jorge Negrete, Tito Davison, Carlos Cores, Luis Aldás, Ferrusquilla, Alfredo Malerba, Libertad Lamarque y Juan José Piñeyro, acompañados por tres conjuntos de mariachis. El rodaje se alternó con presentaciones en el local tradicional nocturno El Patio y en el Casino Follies. Un pequeño diario de rodaje apuntó que, al promediar el trabajo, «fue modificado parte del libro a razón de que dos escenas dieron la pauta de una insospechada condición en Marshall: su temperamento dramático». Soler decidió incorporar algunas situaciones más que explotaran ese perfil y aportaran un nuevo matiz a la historia. «Si el público quiere reír, tendrá que reír. Y espero, si quiere llorar, que he de arrancarle algunas lágrimas. Francamente lo que quería es poder demostrar que tengo condiciones para hacer algo más que chabacanerías», señaló Marshall. Su labor mereció el premio a la mejor actriz del año y Antena publicó que «México descubre a Niní como brillante actriz dramática», aunque la película fue estrenada también en Cuba y Venezuela.

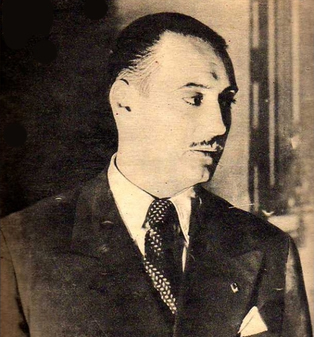
Juan Duarte, secretario del presidente Perón.

Durante el peronismo (1946-1955), la actividad en el mundo del cine argentino había sido intensa, pero la suma de favoritismo y censura para todo lo que escapara a la visión oficial había afectado la calidad de las producciones. La escasez de celuloide y la caída de la industria cinematográfica hacía que los proyectos debieran contar con apoyo del Estado. En un contexto de listas negras de artistas vinculados a la oposición, una notable disminución en las realizaciones y la escasa distribución de película virgen, los productores extranjeros ofrecieron nuevas posibilidades a figuras de Argentina. De ese modo, además de recibir propuestas de filmación en México, Marshall fue convocada para filmar en España Yo no soy la Mata-Hari (1949), una parodia de la vida de la espía Mata Hari dirigida por Benito Perojo. Antena recogió información de la prensa latina en Estados Unidos: «Una de las mejores películas, tanto de la actriz argentina como del director español», mientras que luego del estreno en Nueva York, titularon: «Gran éxito de Niní Marshall».
De regreso a Buenos Aires, Ángel Mentasti le transmitió a Marshall que debían cancelar todos los proyectos que la convocaban por un pedido expreso de la primera dama Eva Perón. En sus memorias, Marshall relató que ante esa situación decidió pedir una audiencia con el presidente Perón:

«En busca de razones solicité una entrevista al presidente de la Nación y me contestaron que me recibiría en la Casa de Gobierno, su secretario privado, Juan Duarte, ¡mi antiguo admirador! Tres veces fui a la audiencia acordada y en ninguna de las dos primeras me recibió. En la tercera... tras dos horas de amansadora, en una amplia antesala con mucha otra gente alrededor, salió el secretario del secretario del Presidente y en voz alta gritó: "Señora, dice el señor Duarte que se acuerde cuando en una fiesta de pitucos, vestida de prostituta, imitó a su hermana Eva"».

Marshall debió emprender el exilio ante la imposibilidad de trabajar en Argentina, al igual que sus pares Libertad Lamarque y Arturo García Buhr. En medio de una investigación realizada a causa de denuncias de corrupción vinculadas a los negociados con la carne, Juan Duarte fue hallado sin vida en un aparente suicidio el 9 de abril de 1953, menos de un año después de la muerte de su hermana, la primera dama Eva Perón. Apenas unos días después, se produjeron dos bombardeos sobre la Plaza de Mayo, dejando muertos y heridos. Tras la Revolución Libertadora, en 1955, las prohibiciones se volvieron a reiterar, esta vez con los artistas vinculados al peronismo. La última actuación de Marshall antes de emprender el exilio fue en Radio Carve de Montevideo durante los últimos días de 1950.

#### Traslado definitivo a México y desaceleración profesional

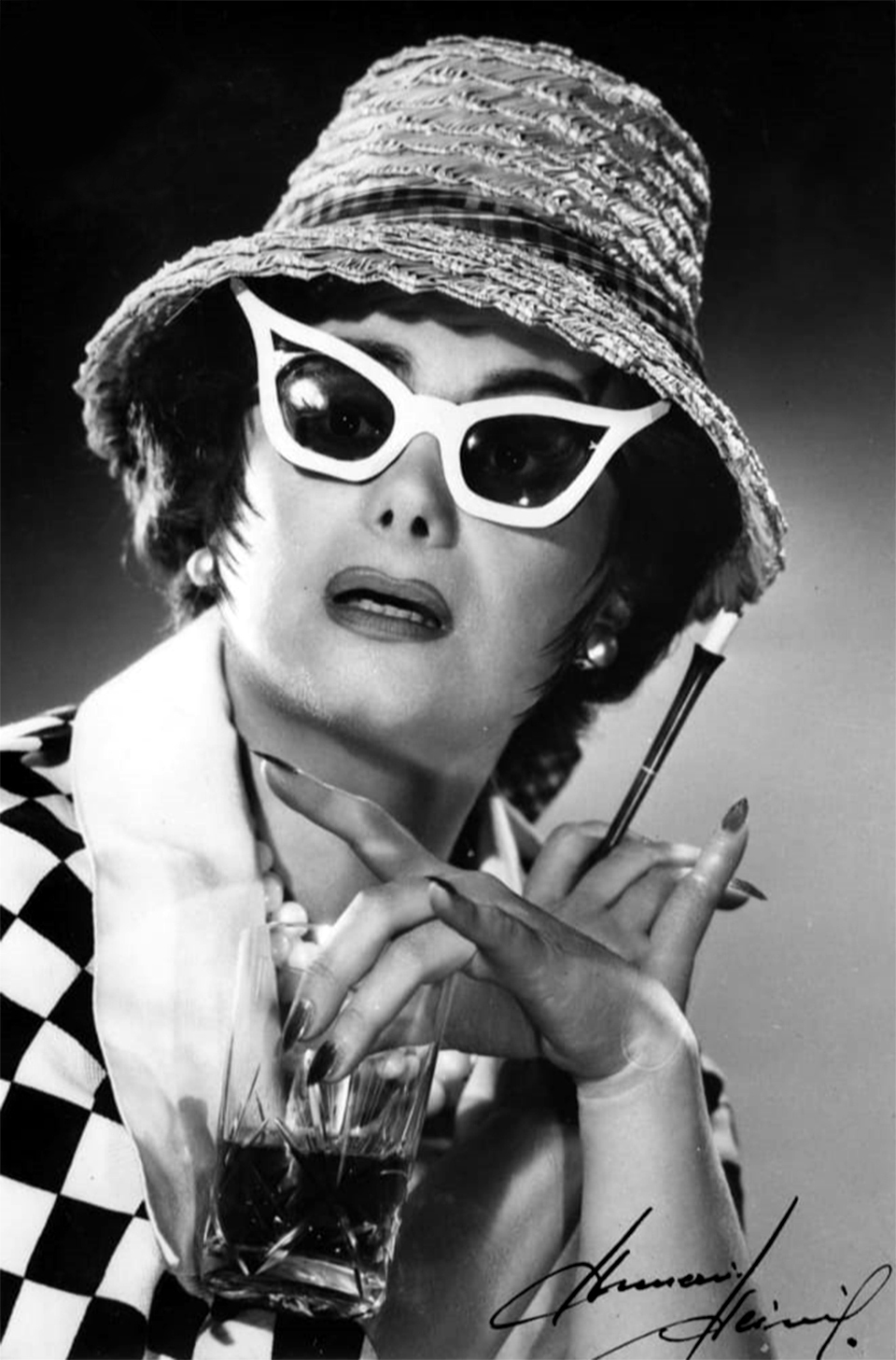
Niní Marshall caracterizada como la turista mexicana Bárbara Mac Adam, un personaje que tuvo una existencia breve, c. 1954. El retrato pertenece a Annemarie Heinrich.

Marshall viajó a México y se estableció en la Casa Latinoamericana, un edificio de departamentos donde se hospedaban otros artistas en similar situación como Amanda Ledesma, Juan José Pineyro, Luis Aldás, Ulyses Petit de Murat y Libertad Lamarque, con la que mantuvo una íntima amistad hasta su muerte. Su primer trabajo mexicano luego de su exilio fue junto a Joaquín Pardavé en Una gallega baila mambo, nunca estrenada oficialmente en Argentina. Luego de finalizado el rodaje, Marshall debutó en el Teatro Lírico con una obra de parodia escrita especialmente para ella, Carmen no era la de Triana. Su tercera película mexicana, Millones a peso, con Fernando Soto, fue un éxito con un costo inusual: 350 000 pesos. Posteriormente, entre 1950 y 1951, Marshall filmó en México cuatro películas: Una gallega baila mambo, La alegre casada, Mi campeón —junto a Lamarque— y Los enredos de una gallega, la mayoría de ellas para la empresa Filmex, que se estrenaron luego en Argentina en salas de segunda categoría del interior del país. Retomó al género de la sátira cuando decidió filmar en 1952 Amor de locura, considerado una de sus mejores labores mexicanas. En 1953, Marshall intervino en Reportaje, una película en donde actuó junto a Jorge Negrete, María Félix, Arturo de Córdova, Dolores del Río y Pedro Infante, elenco que participó sin recibir remuneración alguna. La película fue estrenada en Argentina en 1956, pero pasó inadvertida para la prensa. Marshall, al igual que otros actores, no fue incluida en el armado final ni en los créditos y tampoco la mencionó en su autobiografía. El último trabajo de la actriz íntegramente armado en México fue Dios los cría, una comedia de 1953 escrita y dirigida por Gilberto Martínez Solares con exteriores rodados en el Distrito Federal, Chapultepec y Fuente de Petroleros. Marshall interpretó a Catita en compañía del cómico Germán Valdés, alias Tin Tan. Luego de concluir unas actuaciones radiales, voló a Puerto Rico, luego a República Dominicana y rescindió su contrato para filmar Ni Sansón, ni Dalila, un argumento que no la entusiasmaba demasiado.
A lo largo de su estadía en ese país, Marshall diseñó dos nuevos personajes, Bárbara Mac Adam, una turista mexicana que gusta vestirse con todas las prendas típicas, y Lupe, una pueblerina maltratada por su marido Margarito. La actriz los presentó en Argentina durante una actuación en Radio Belgrano en agosto de 1954, pero no tuvieron repercusión. A la muerte de Evita, con su hija a punto de casarse y finalizada una gira que la llevó por Colombia, Perú y Chile, Marshall retornó definitivamente a Buenos Aires en 1954 junto a su tercer esposo Carmelo Santiago, no sin antes someterse a una pequeña intervención estética en la nariz. En paralelo, se estrenaba en Argentina Una gallega en México, su primera película mexicana, sobre la cual La Nación manifestó: «Al cabo de unos años de ausencia, el público porteño vuelve a ver en la pantalla a Niní Marshall. La reacción es alegre, calurosa», mientras que La Prensa comentó que: «Un elemental teatro fotografiado, con una sucesión de escenas de despareja eficacia y de muy relativa calidad técnica y argumental». En general, la película pasó desapercibida por la prensa argentina. A pesar de que su prohibición en cine continuaba vigente, recibió una citación por parte de Raúl Apold, secretario de Prensa del gobierno, que le afirmó en su despacho que volvería a trabajar al mismo tiempo que le ofreció participar en un festival organizado por la Secretaría de Prensa en el Teatro Presidente Alvear, propuesta que la actriz rechazó alegando que no quería intervenir en actos de gobierno. En cambio, optó por realizar una función radiofónica para Radio Belgrano en la sala del Consejo Nacional de Mujeres junto a Carlos Ginés, actuar nuevamente en Radio Carve de Montevideo y filmar una coproducción cubano-mexicana, Una gallega en La Habana (1955), dirigida por René Cardona. Marshall también alternó el rodaje con actuaciones radiales en CMQ y varias presentaciones en el teatro de la emisora.
En marzo de 1956, Marshall participó en festivales, colectas y funciones a beneficio de los niños enfermos de poliomielitis, y caminó recaudando fondos junto a otros compañeros por la Casa Cuna, el Hospital de Niños, el Hospital Muñiz y el Instituto Heine Madin, en un gesto similar al ofrecido en 1944 con ocasión del terremoto de San Juan. Ese mismo año, luego de 13 años de proscripción, firmó contrato con Radio Splendid para actuar con el auspicio de Martini Rossi por dos meses, dos veces por semana, a partir de abril. Sin embargo, la prensa no se hizo eco de la noticia, probablemente por la reciente irrupción de la televisión y su ausencia tan prolongada en la Argentina.

### Debut en televisión y reveses profesionales

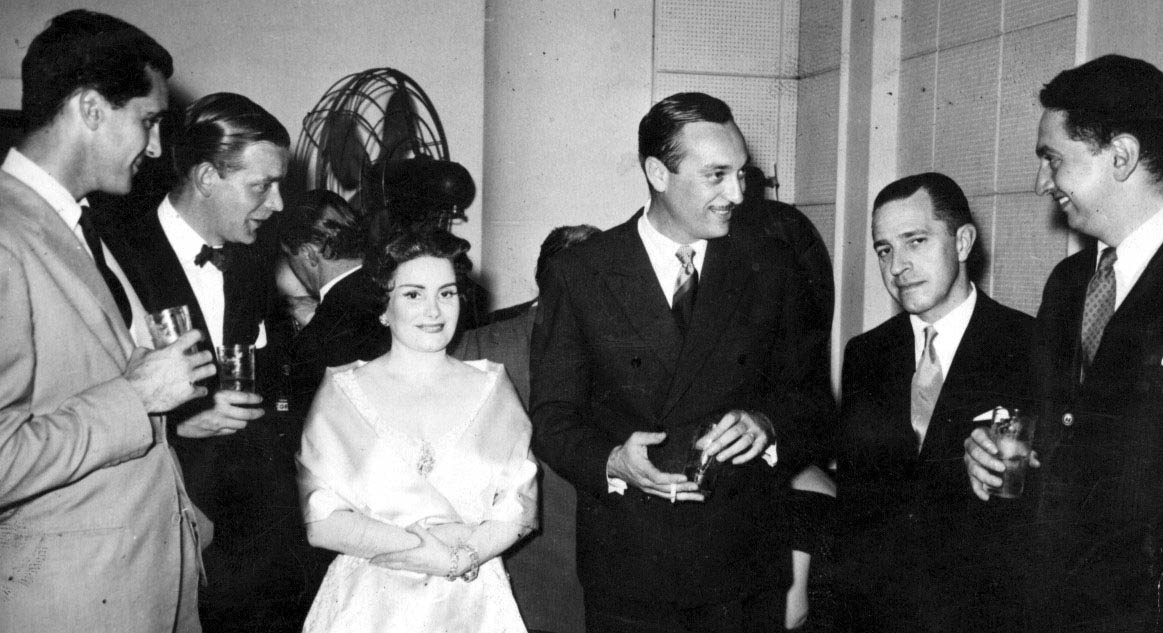
Niní Marshall junto a Antonio Carrizo, entre otras figuras, en Radio El Mundo, 1957.

Abel Santa Cruz le entregó el guion de Los amigos de Catita, su nueva película, producida por Artistas Argentinos Asociados, en el que puso sugerencias, pero a los cuatro días de comenzar el rodaje en los Estudios Mapol, el proyecto dio marcha atrás. Su retorno al cine argentino luego del exilio ocurrió finalmente en 1956 cuando estrenó Catita es una dama, que no tuvo una buena recepción en críticas y solo perduró una o dos semanas en las salas de cine porteñas. El Mundo dijo que «justo es admitir que el prolongado intervalo en nada ha disminuido la fuerte y recordada efectividad cómica de su labor», mientras que La Nación señaló que «la gracia vibrante y comunicativa de Niní Marshall tuvo constantes ecos en "su" público». En ese momento, Marshall percibió que el público había cambiado con respecto al de la década anterior y que debía adecuarse al presente; en ese período presentó un nuevo personaje, Mónica Bedoya Hueyo de Picos Pardos Sunsuet Crostón, definida por Marshall como «la pseudo-pituca superficial, frívola, llena de tilinguería». En mayo de 1956, recibió un sobre de la Universidad Nacional de La Plata con una invitación del Instituto de Filología, que le propuso grabar cuatro de sus personajes para estudiarlos académicamente: Catita, Mónica, Jovita y Belarmina fueron los seleccionados. Continuó actuando en Radio Splendid junto a Carlos Ginés hasta que en 1957 —año en el que murió Manuel Romero— debutó por primera vez en televisión en un ciclo denominado Philco Music Hall, con Mario Clavel y Mara Martín, que la catalogó como la «artista más costosa de la televisión argentina» al percibir una remuneración de 50 000 pesos por cada emisión.
A los 54 años, Marshall rechazó una propuesta del mánager Paul Khoner para probar suerte en Hollywood: «Prefiero el público latino, pues a él le debo todo lo que soy». Ante la pregunta de por qué rechazaba un contrato tan oneroso, Marshall expresó: «Francamente, eso no me tienta. No quiero ser el cadáver más rico del cementerio». Retomó su trabajo a través de giras por Latinoamérica y actuaciones en radio. Durante 1957, Radio El Mundo acordó con Marshall un contrato de más de medio millón de pesos por tres meses, con el auspicio de Industrias Kaiser Argentina. Se presentó con Antonio Carrizo como partenaire desde octubre a diciembre y Radiolandia definió su actuación como «lo mejor de lo cómico en radio en 1957». En mayo de 1958, debutó en Radio Splendid con Guillermo Brizuela Méndez y durante esa temporada, presentó el personaje de Don Cosme. Poco después, recibió una carta de un médico del Hospital Ramos Mejía, el Dr. Zambrini, manifestándole que la voz del personaje era muy peligrosa para sus cuerdas vocales, motivo por el que inmediatamente dejó de interpretarlo. La elección de Brizuela Méndez desencadenó algunos entredichos, resquemores y disgustos, dado que era una «voz» identificada con Radio Belgrano, pero Marshall aclaró que si no actuaba con él, no trabajaba. Tras una presentación en Radio Nacional de España —donde la compararon con Pepe Iglesias—, regresó a la Argentina. Sin un programa propio en TV aún, rechazó algunas ofertas para volver a trabajar en el extranjero y, en cambio, tuvo una aparición junto a Raúl Rossi, invitada por Mendy, en el ciclo Una corona para la Reina de Buenos Aires. Poco después, mientras actuaba en radio, lanzó su propio ciclo de televisión, Esas cosas de Niní, emitido durante 1960 por Canal 7. Sin embargo, no tuvo la prensa suficiente y duró demasiado poco, desde el 3 de julio al 7 de agosto de ese año. Marshall se halló desconcertada ya que el formato del programa, que consistía en monologar frente a la cámara, era el mismo que utilizaba Bob Hope con éxito en Estados Unidos, y calificó como «misérrimos» los avances técnicos. Los críticos señalaron que «el público no se acostumbra a los monólogos por televisión» y reprocharon la repetición de los cuadros, lo que exasperó a Marshall.

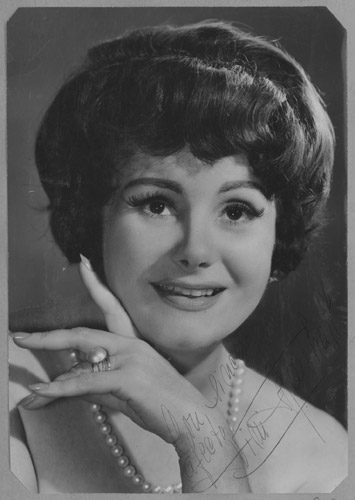
Niní Marshall a principios de los años de 1960.

Presentó un disco con canciones y cuentos para niños y en 1961, Manolo Fábregas la convocó para actuar en el Teatro de los Insurgentes de México con Cosas de papá y mamá, labor por la que obtuvo el premio a la mejor actriz del año de la Asociación de Cronistas Teatrales Mexicanos. A su regreso en 1962, presentó la obra adaptada para el público argentino en el Teatro Odeón, que significó su retorno a los escenarios después de catorce años y le devolvió el reconocimiento que se le había negado durante años. Adaptó algunas partes de la obra para «argentinizarla» y Manolo Fábregas colaboró en la dirección. Su regreso fue observado y comentado asiduamente por la prensa; según La Nación, «fue durante la permanencia de Niní en el escenario que la obra alcanzó mayor animación». Con una recaudación de más de un millón de pesos en teatro, se llevó a cabo poco después una versión para televisión sin éxito. Daniel Tinayre la convocó, junto a otras figuras de su época, para integrar La cigarra no es un bicho (1963), un éxito sin precedentes, pero Marshall rechazó la oferta a instancias de su esposo y fue reemplazada por María Antinea; poco después, lamentó la oportunidad perdida. En cambio, debutó en Radio Splendid con Niní Marshall, ritmo, sal y picardía, junto a Antonio Carrizo. Su siguiente obra teatral fue Buenos Aires de seda y percal (dir. Carlos A. Petit, 1963), una cabalgata musical con 18 cuadros musicales que recreaba la vida de la ciudad desde 1930 hasta 1963. Sin embargo, al igual que La señora barba azul, en la que también participó su hija Ángela, no tuvo publicidad y las recaudaciones no alcanzaron las expectativas. Estuvo fascinada con los vestuarios del diseñador Luis Bocú y Noticias Gráficas elogió su trabajo en los dos cuadros en los que participaba: «Se ganó los aplausos más cálidos y merecidos de la noche».

### Declive profesional
La señora barba azul, su siguiente actuación en teatro, se estrenó en el Teatro Buenos Aires —hoy desaparecido— como una obra de tres actos. Marshall tradujo y adaptó la pieza por sí misma del original de Adrián Ortega Martí, Monsieur Verdoux. Sin embargo, no tuvo publicidad ni repercusión y fue englobada dentro de las comedias pasatistas e intrascendentes que formaban parte de la temporada. Su hija Angelita interpretó el personaje de Remigia con el seudónimo artístico de Angelines Gam. Marshall, en opinión de la crítica, se mostró bien en el correr de las funciones, pero parecía insegura al comienzo.
Poco a poco, las dificultades de la actriz para actuar en vivo, su permanente inseguridad y su edad avanzada respecto a otra generación de nuevos cómicos que iban surgiendo —Juan Verdaguer, Marcos Zucker o Alberto Olmedo—, la fueron marginando paulatinamente del espectáculo a medida que también se consolidaban nuevos grupos musicales juveniles como El Club del Clan, que encabezaban la mayoría de las películas. Marshall retornó al cine luego de ocho años con Cleopatra era Cándida en 1964, que resultó un fracaso al igual que todos los filmes que le sucedieron hasta el final de su carrera. Según su biógrafo Raúl Etchelet, fue «la última película hecha para que Niní lleve sobre sus espaldas». La Prensa —al revés de Antena— escribió que fue «un film que no responde a una línea argumental coherente y sólida». Continuó actuando junto a Juan Carlos Thorry en radio, donde se desenvolvía mejor, y luego estrenó un espectáculo de revista, Escándalo en Mar del Plata, luego de varias postergaciones por razones técnicas, y tuvo una notable afluencia de público. Dringue Farías y Pepe Arias actuaron también, y Julio Porter dirigió y escribió la obra. Una reseña señaló ya por entonces que Marshall «ha perdido la pujanza de la juventud y no pasa de una discreta rutina». Entre 1967 y 1971, logró intervenir en cuatro películas más en roles secundarios destacados —Escándalo en la familia (una coproducción argentino-española), Ya tiene comisario el pueblo (la primera a color), La novela de un joven pobre y Vamos a soñar por el amor—, en general producciones comerciales destinadas a dar a conocer a algún joven cantante de la época. La carrera de Marshall pareció resurgir hacia 1966 cuando sus presentaciones en el ciclo Sábados circulares de Pipo Mancera comenzaron a adquirir popularidad. Sus espacios al aire se iniciaron con cinco minutos de duración y al poco tiempo se extendieron a veinte sin publicidad intermedia. La actriz, por su parte, no se hallaba cómoda con la televisión en vivo: «... se hace todo tan rápido, tan improvisado. Si uno no se acuerda la letra le ponen en las narices un tremendo cartel para que lo lea». Además, aceptó la propuesta con la condición de que el programa se transmitiera sin cortes publicitarios dado que consideraba que estos quebraban la acción, pero al salir al aire, ese requisito no fue respetado. Si bien Marshall juzgaba con severidad la falta de independencia y hostilidad de la TV, sus presentaciones alcanzaron entre 30 y 40 puntos de audiencia. Solía decir que el trabajo en serie que se demandaba terminaba por restar calidad al producto, pero el éxito con Mancera la motivó para lanzar de nuevo un programa propio por Canal 9, Teatralerías, pero fue un fracaso rotundo y el ciclo no soportó los desniveles de audiencia. De acuerdo con Etchelet, «Sábados circulares tiene un promedio de 1 135 000 televidentes, con Marshall trepa a 1 728 000. Al llegar julio [de 1967], no renueva contrato y se va. El tiempo demostrará que el error estuvo en creer que Niní, por sí sola, alcanzaría esa cifra. El programa era el marco». En Teatralerías, Marshall se lucía más en los diálogos que en los monólogos, hacía tres o cuatro personajes, el elenco era grande, pero desparejo, y finalmente tuvo la mitad de los televidentes que se esperaban. El ciclo no logró ingresar entre los diez primeros programas cómicos, ni entre los 25 más vistos.
En julio de 1967, poco antes de que Marshall viajara a Lima para hacer radio y televisión, Escándalo en la familia fue estrenada en el Festival Internacional de Cine de Moscú e, inexplicablemente, se proyectó en cuatro funciones con más de 6000 espectadores y una recepción sumamente positiva. Al año siguiente, Marshall se divorció de Carmelo Santiago, su mánager también, hizo radio junto a Thorry en un ciclo de radio por CW1 en Uruguay, y estrenó una película rodada en Bariloche, La novela de un joven pobre, que, pasado el primer impacto publicitario, desapareció de los cines y fue destruida por la crítica. En 1969, presentó en el Teatro Cómico una versión musical de Las de Barranco, Recuerdo del viejo Buenos Aires, donde interpretó el personaje de doña María. El proyecto le generó entusiasmo, pero no así los resultados: la obra se ubicó en el séptimo lugar entre los espectáculos más vistos y progresivamente descendió hasta el décimo primero. Un mes más tarde, regresó a Sábados circulaes y permaneció hasta fines de 1969. Convocada por Nené Cascallar, Marshall interpretó a Victoria Valdor, una tía alocada y sensual, en la obra Coqueluche (1971), donde apareció con una peluca rubia. El espectáculo se estrenó en enero de 1971 en el Teatro Lido de Mar del Plata y permaneció en el cuarto puesto de la temporada de verano pero, a pesar del modesto éxito, la actriz abandonó el trabajo y fue reemplazada por Noemí Laserre. La adaptación para ser llevada al cine y la televisión —esta última realizada por Nené Cascallar— fue anunciada, pero finalmente no se concretó; el programa de TV iba a llamarse Catita super star, pero sólo se grabaron dos episodios y no llegó a salir al aire. También rechazó una oferta de Abel Santa Cruz para actuar en el Teatro Odeón alegando que «yo no puedo a esta altura de mi carrera andar a las corridas». Su penúltima participación en cine, Vamos a soñar por el amor, apenas generó críticas que la mencionaran. Una de ellas señaló: «Insólitos equívocos dan pretexto para situaciones humorísticas, de directa repercusión en la platea, muchas de ellas debidas a la personalísima gracia de Niní Marshall». Un año después, voló a México para participar de cuatro programas del ciclo de TV de Carlos Lozano Dana, Pandorama, contratada por una buena suma de dinero.

### Resurgimiento y retiro

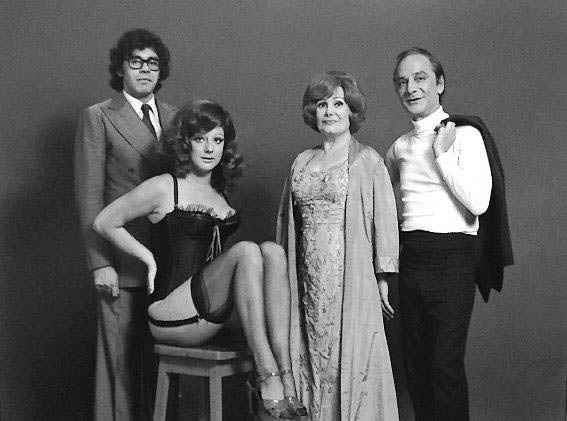
Enrique Pinti, Karen Mails, Niní Marshall y Jorge Luz en El pequeño Marshall-Luz ilustrado (1976), que nunca se estrenó.

En 1972, Lino Patalano se hallaba en búsqueda de un espectáculo para montar y, mientras husmeaba una revista, leyó una entrevista de Marshall donde anunciaba su retiro. Patalano consiguió su teléfono y se comunicó inmediatamente con el fin de convencerla para llevar a cabo un espectáculo de café-concert, un tipo de show que habían popularizado Nacha Guevara, Antonio Gasalla, Carlos Perciavalle, Edda Díaz y Enrique Pinti. Luego de insistir a través de varios encuentros personales durante seis meses, período en el que la actriz asistió a otros espectáculos del mismo género para analizarlos, aceptó la propuesta y Patalano recordó que, en una ocasión, Marshall le enseñó unos libretos de ... Y se nos fue redepente, un espectáculo de humor negro que había redactado para la intimidad en los años de 1940 y nunca había podido estrenar. Patalano destacó que Marshall era extremadamente tímida y «todo anduvo sobre ruedas hasta el día del ensayo general, cuando Niní, vestida de Doña Pola y en un ataque de desesperación, nos dijo: "¡Chicos, yo los indemnizo pero no debuto!"», a lo que reaccionó: «Señora, con todo el respeto, ¡déjese de embromar! Váyase al hotel y mañana venga para la función». En entrevistas posteriores, Patalano comentó que los productores «estuvimos hasta la noche cortando clavos». El espectáculo se presentó el 4 de enero de 1973 en El Gallo Cojo Kabarett de Mar del Plata, fue un éxito y se prolongó durante 1800 funciones que se llevaron a cabo luego en Buenos Aires, Rosario, Córdoba, Montevideo, Santiago de Chile y Lima. También se realizó un especial para televisión emitido en 1979 por Canal 13 y un disco en 1986; la edad de Marshall y otros proyectos disolvieron la idea de llevar el espectáculo a Estados Unidos, México y Venezuela. La representación transcurría en un solo escenario, el velatorio del zapatero Don Pascual, alrededor del cual la actriz recreaba toda su galería de personajes que se acercaban a darle el pésame a la viuda Electra.
En 1975, recibió un premio Martín Fierro especial a título de homenaje junto con otras figuras del espectáculo como Libertad Lamarque, Tita Merello y Mirtha Legrand. En esa ocasión Marshall señaló: «Lo único que lamento es que no haya podido ser como ustedes lo deseaban: póstumo. Lamento desilusionarlos y haber venido a buscarlo». Un año después, Marshall se disponía a estrenar El pequeño Marshall-Luz ilustrado —en el que, además, había colaborado en la redacción— junto a Jorge Luz y Enrique Pinti cuando sufrió un aneurisma y debió suspender el proyecto, como así también ... Y se nos fue redepente, que retomó luego de varios meses de recuperación. Con una semana de localidades vendidas, el estreno de El pequeño Marshall-Luz ilustrado se levantó a 24 horas de su estreno en el Teatro El Nacional y Marshall fue reemplazada por Elsa Berenguer. A pedido de Kive Staiff, director del Teatro Municipal General San Martín, protagonizó junto a Thorry un ciclo destinado a monólogos durante una breve temporada en 1977 que luego derivó en el comienzo de un espectáculo titulado Una noche en la radio; gracias a su éxito, fue extendido y presentado en Mar del Plata. Ese año, durante tan solo tres días, Marshall grabó un especial televisivo para Canal 13 titulado El humor de Niní Marshall, presentado dentro del ciclo El mundo del espectáculo. Sin embargo, las jornadas le resultaron agotadoras y las dificultades para memorizar los guiones le jugaron malas pasadas. En ese canal fue donde en agosto de 1979 realizó la última representación de ... Y se nos fue redepente, luego de seis años de éxito, y dos semanas después, fue intervenida quirúrgicamente a causa de un ataque biliar.

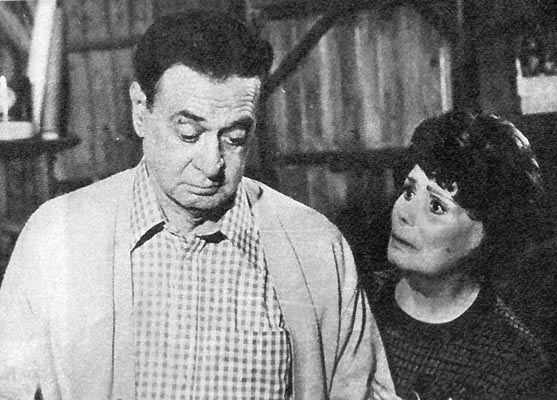
Luis Sandrini y Niní Marshall en ¡Qué linda es mi familia! (1980), la última película de ambos actores. Sandrini falleció poco tiempo después.

En 1980, tras haber rechazado el papel central de La nona por un desacuerdo económico, filmó su última película, ¡Qué linda es mi familia!, junto a Palito Ortega y Luis Sandrini. Mientras se tomaban fotografías el último día de rodaje, Sandrini sufrió un colapso vascular, fue internado y falleció once días después. La película inicialmente iba a llamarse La familia está de fiesta, pero los productores optaron por modificar el título ante el deceso del actor, a cuya memoria fue dedicada la película. Marshall, sensibilizada por la situación, vio la película completa sólo una vez y jamás volvió a filmar. Le fue entregada la Cámara Pathé por parte del Museo del Cine en 1980 y recibió el premio Konex de Platino en 1981 como mejor actriz cómica. Posteriormente, participó de treinta emisiones en un ciclo radiofónico de Radio Rivadavia junto a Antonio Carrizo, La vida y el canto (1982), y tuvo una participación especial en el programa de TV Mónica y Andrés por Canal 9, de donde se fue molesta porque «recortaban sus libretos». En el verano de 1982, incursionó en Una noche en la radio con Andrés Percivale en el club Magoya de Mar del Plata y estrenó Broadcasting del 40: ¿Quién apagó la radio?, con Jorge Luz en Montevideo, tras lo cual la presentaron en el Teatro Bambalinas de Buenos Aires. Su trabajo final ocurrió en el ciclo de TV Juntos de 1982, al que accedió por pedido expreso de su exesposo Carmelo Santiago, directivo de ATC en ese entonces. Afectada por el cansancio y las dificultades para memorizar los guiones, se refugió en su departamento de Recoleta y decidió retirarse de manera voluntaria, en sus propias palabras, para «no asistir a sus propios funerales».

### Últimos años
En 1985, el director Alejandro Doria le ofreció a Marshall el personaje de Mamá Cora en la película clásica Esperando la carroza, pero lo rechazó y fue finalmente suplantada por Antonio Gasalla. Marshall lanzó su autobiografía, Mis memorias, en 1985 con la colaboración de Salvador D'Anna y reconoció que la experiencia le resultó difícil: «Aún la época más linda de mi vida, mi niñez, me trajo cierta tristeza. Es que ya pasó, está muy lejos en el tiempo y no va a volver nunca más». En julio de 1986, donó parte de los vestuarios de sus personajes al Museo del Cine y se presentó una compaginación en estudio de todo el material de ... Y se nos fue redepente en La Capilla. Antes de su edición, Marshall había sugerido probarlo frente al público en un local. También participó de la presentación del libro de Claudio España Medio siglo de cine, que registró los 50 años de Argentina Sono Film y dio lugar a una convocatoria nunca después reunida de artistas, directores y técnicos en el Teatro Municipal General San Martín. En esa ocasión, tuvo la posibilidad de reencontrarse con Zully Moreno —retirada de la actividad—, quien había debutado en una de sus películas.
En 1988, durante la semana en que se cumplía el cincuentenario del estreno de Mujeres que trabajan, interrumpió su retiro para actuar como Doña Caterina en una emisión del ciclo de televisión El mundo de Antonio Gasalla. Los nervios le jugaban a menudo una mala pasada a la actriz, que definió su participación ahí como un «horror». Se refugió en la pintura y hacia el final de su vida, comenzó a recibir honores y reconocimientos por su larga trayectoria en el espectáculo. En 1989, fue declarada Ciudadana ilustre de la Ciudad de Buenos Aires por la Legislatura porteña y en 1992, recibió el premio Podestá a la trayectoria de manos de Mirtha Legrand, que casualmente había debutado como extra en una de sus películas. Mostraba una notoria fragilidad física y dificultades para contener la emoción, lo que le impidió alzar el galardón y pronunciar un discurso. En marzo de ese año, fue internada en terapia intensiva durante diez días y se temió por su vida.
En junio de 1992, Marshall cedió los derechos de sus guiones para ser representados en París en el espectáculo Mortadela de Alfredo Rodríguez Arias y, a pesar de su avanzada edad, se encargó personalmente de supervisar la traducción de los mismos al francés, aunque prefirió no viajar. Marilú Marini fue la encargada de recrear sus personajes y la obra recibió el Premio Molière a la mejor comedia musical. Cuando la obra fue estrenada en Buenos Aires en 1994, se puso a disposición una limusina para que recogiera a Marshall por su casa y la trasladara a la presentación en el Teatro Lola Membrives, donde recibió una ovación y se le dedicó la función. Ese mismo año, también recibió el premio Salvador D'Anna de la Fundación Elena B. de D'Anna en el Teatro Lola Membrives. En 1995, se estrenó Niní, una obra similar representada en el Teatro Petit Montparnasse durante 120 funciones, también protagonizada por Marini. Al igual que con la anterior, Marshall asistió al estreno en el Teatro Maipo y comentó que «me costó mucho firmar el contrato para que mis textos sean actuados por otra persona. Y todavía debo confesar que me gustaría estar arriba de un escenario». Cuando el público más joven se acercaba a saludarla y reía con sus personajes, solía decir: «Hay una cuarta generación que me aguanta».
La última aparición pública de Marshall ocurrió en diciembre de 1995 cuando, obligada por el cariño, asistió al Teatro Nacional Cervantes para acompañar a su amiga Libertad Lamarque en el homenaje que le brindó la Secretaria de Cultura de la Nación.

### Fallecimiento
En enero de 1996, Marshall fue ingresada en la Clínica Bazterrica de la Recoleta por molestias de origen respiratorio. La noticia no se hizo pública hasta tres días después y las autoridades de la institución no dieron demasiados detalles por pedido expreso de su familia. El 8 de marzo, fue nuevamente internada en terapia intensiva por una afección respiratoria y un cuadro severo de deshidratación que le provocaron una descompensación general y un progresivo desmejoramiento físico. Marshall falleció a la edad de 92 años el 18 de marzo de 1996 a las 11.05 UTC-3 a causa de un paro cardiorrespiratorio. Sus restos fueron velados en el Teatro Nacional Cervantes, donde una multitud de personas acudió a despedirla, y posteriormente trasladados a la bóveda familiar del cementerio de Olivos.

### Vida personal
Marshall contrajo matrimonio el 8 de noviembre de 1924 con Felipe Edelmann, un ingeniero ruso mucho mayor que ella —rozaba los 40 años y ella tenía 19— y educado en Alemania, con el que tuvo a su única hija, Ángela Dora, nacida en 1926 y fallecida en 2022. Marshall vivió desde su casamiento en diversos pueblos del interior del país porque el trabajo de su esposo así lo exigía y regresó solamente a Buenos Aires para dar a luz a su hija. Edelmann era ludópata y perdió todo sus bienes a causa del juego, entre ellos la casa donde convivía con Marshall, motivo por el cual la actriz decidió separarse: «el día que me enteré me recibí de adulta. Quedé sola frente a las circunstancias... una sola cosa me importó: quedarme con mi hija», manifestó en una ocasión. La relación con su esposo comenzó a declinar hacia 1926 y pronto se separaron —el divorcio no existía en Argentina—. En sus memorias, Marshall definió esa etapa de su vida como una «catástrofe sentimental y económica». Edelmann falleció el 27 de julio de 1957. 
Cuando comenzó a actuar en radio hacia 1933, conoció a Marcelo Salcedo, un contador paraguayo de una empresa yerbatera, con el que se casó vía México poco después. Salcedo acompañó a Marshall a lo largo de su carrera en los años de 1930 y 1940, y juntos diseñaron su nombre artístico, pero optaron por separarse en 1950 cuando la actriz debió exiliarse en México. Salcedo se trasladó un tiempo a México, pero sus obligaciones lo llevaron a regresar a Buenos Aires. En 1953, durante su estadía en la Casa Latinoamericana, inició una relación con el productor y periodista Carmelo Santiago, que se convirtió rápidamente en su representante y con quien convivió durante 15 años hasta 1968, cuando descubrió que le era infiel. Santiago continuó viviendo un tiempo con su amante, una joven actriz de la época, en su oficina de la planta baja del mismo edificio donde había convivido con Marshall en el décimo piso. Años después, asistió a una de las funciones de ... Y se nos fue redepente sin que ella lo supiera y en 1985, la actriz le dedicó un ejemplar de sus memorias: «Sin rencores», pronunció. La visitó nuevamente en su 90.º cumpleaños, dos meses antes de su fallecimiento en agosto de 1993. Abel Posadas, su biógrafo, reconoció que Santiago «manejaría su carrera de un modo por completo equivocado».
Marshall vivió la mayor parte de su vida en el barrio porteño de Recoleta, frente a la plaza Vicente López, donde desarrolló afición por la pintura, la lectura y el coleccionismo de antigüedades. Su nieto Carlos Gamallo incursionó como actor en seis películas argentinas entre 1993 y 2004, entre las que destacan Gatica, el Mono, y luego se recibió de abogado. Su nieta, Marina Gamallo, ejerce como psicóloga y su sobrina nieta, Susana Degoy (1943-2008), fue una escritora y ensayista especializada en la investigación de la sociología del espectáculo. La hija de Degoy, sobrina bisnieta de Marshall, es la actriz ítalo-argentina Antonella Costa.

## Legado

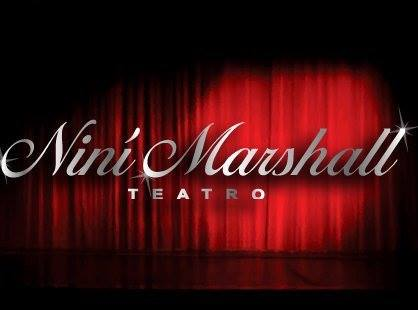
Teatro Niní Marshall.

María Elena Walsh la definió como «Nuestra Cervantes» y explicó que «solo un prodigioso dominio del idioma le permitió a Niní descalabrarlo, travestirlo y lanzarlo a las efímeras ondas del éter». Su talento para reproducir los rasgos del habla de distintos sectores sociales o de colectividades fue un aporte no solo para sus monólogos sino también para la investigación filológica; la Facultad de Humanidades y Ciencias de la Educación de la Universidad Nacional de La Plata registró grabaciones con Marshall en los años de 1950 para estudiar las particularidades lingüísticas de sus personajes. De acuerdo a Dora Cerati, que compiló media docena de compactos históricos de sus programas de radio: «A la manera de una Mafalda adulta, Niní sacó a luz una clase social relegada a la que le hizo decir o ridiculizar lo snob, lo superfluo, pero sin groserías, sin palabras soeces, sin golpes bajos». Marshall hizo visible a través del humor a la clase inmigratoria que en los años de 1940 y 1950 abarcaba gran parte de la población nacional y constituía un sector discriminado por las minorías. Su hija Ángela Edelmann señaló en un reportaje que su madre se destacó por encima del resto de las cómicas de su generación ya que «escribía, dirigía, actuaba, vestía, maquillaba» sus personajes. Enrique Pinti se refirió también a ese punto y destacó que Marshall «construía sus propios personajes y, por eso, es bastante incomparable... Niní lo concebía desde una manera global».
En 1999, la familia de Marshall, en colaboración con el sello discográfico Gogni y Vea Más Multimedios, lanzaron tres discos compactos que recopilaron sus monólogos más exitosos. Desde el 2000, la residencia donde vivió en su niñez y en su adolescencia, la Casa de los Querubines, es sede del Museo de la Ciudad. Un año antes se había colocado una placa a modo de tributo.
El Correo Argentino honró la memoria de Marshall cuando en 2002 lanzó una serie limitada de estampillas postales con su rostro. En 2003, en conmemoración a su centenario, se realizaron varios homenajes en su honor, entre los que destacan una muestra retrospectiva con fotos, vestuarios y libretos denominada Niní cumple 100 años en el Centro Cultural Recoleta y la proyección de sus filmes principales en la sala Leopoldo Lugones. Paralelamente, la señal de cable Volver emitió un ciclo especial con sus películas y las autoras Patricia Narváez y Marily Contreras publicaron dos libros biográficos. En 2005, Raúl Etchelet estrenó el documental La película de Niní, basado en un libro biográfico del mismo autor, que contiene testimonios, material fílmico y narra la vida de Marshall.
En 1996, Clarín llevó a cabo una encuesta popular sobre los artistas argentinos y Marshall resultó poseedora del cuarto puesto en el rubro de la «artista más querida de todos los tiempos» con un 10.2 % y la «más talentosa» con un 7.3 %. El mismo periódico realizó otra similar en 2005 y ahí obtuvo el segundo puesto en la sección del «mejor cómico de toda la historia argentina» con un 10.3 %, solamente precedida por Alberto Olmedo. La revista Viva la incluyó dentro de «las diez argentinas del siglo XX» en 1999 y en una encuesta efectuada ese mismo año, resultó elegida «la actriz cómica de todos los tiempos».
El Museo del Cine Pablo Ducrós Hicken cuenta con una sala Niní Marshall, que reúne fotografías, cuadros, vestimentas y elementos cinematográficos que se usaron alguna vez en las películas protagonizadas por la actriz, así como también objetos personales. Un pasaje junto al Teatro Candilejas en Villa Carlos Paz y un anfiteatro de la Costanera Sur también fueron designados con su nombre. En 2009, una calle de Puerto Madero fue bautizada Niní Marshall por votación popular y en 2011, en conmemoración a los 15 años de su deceso, se inauguró un teatro con su nombre en el partido bonaerense de Tigre, apadrinado por la actriz Norma Aleandro y declarado de interés municipal por el intendente Sergio Massa.
Marshall fue interpretada por la actriz Alejandra Majluf en la película biográfica Ay, Juancito (2004), dirigida por Héctor Olivera. El filme está basado en la vida política de Juan Duarte y su vínculo con el mundo del espectáculo.

## Personajes

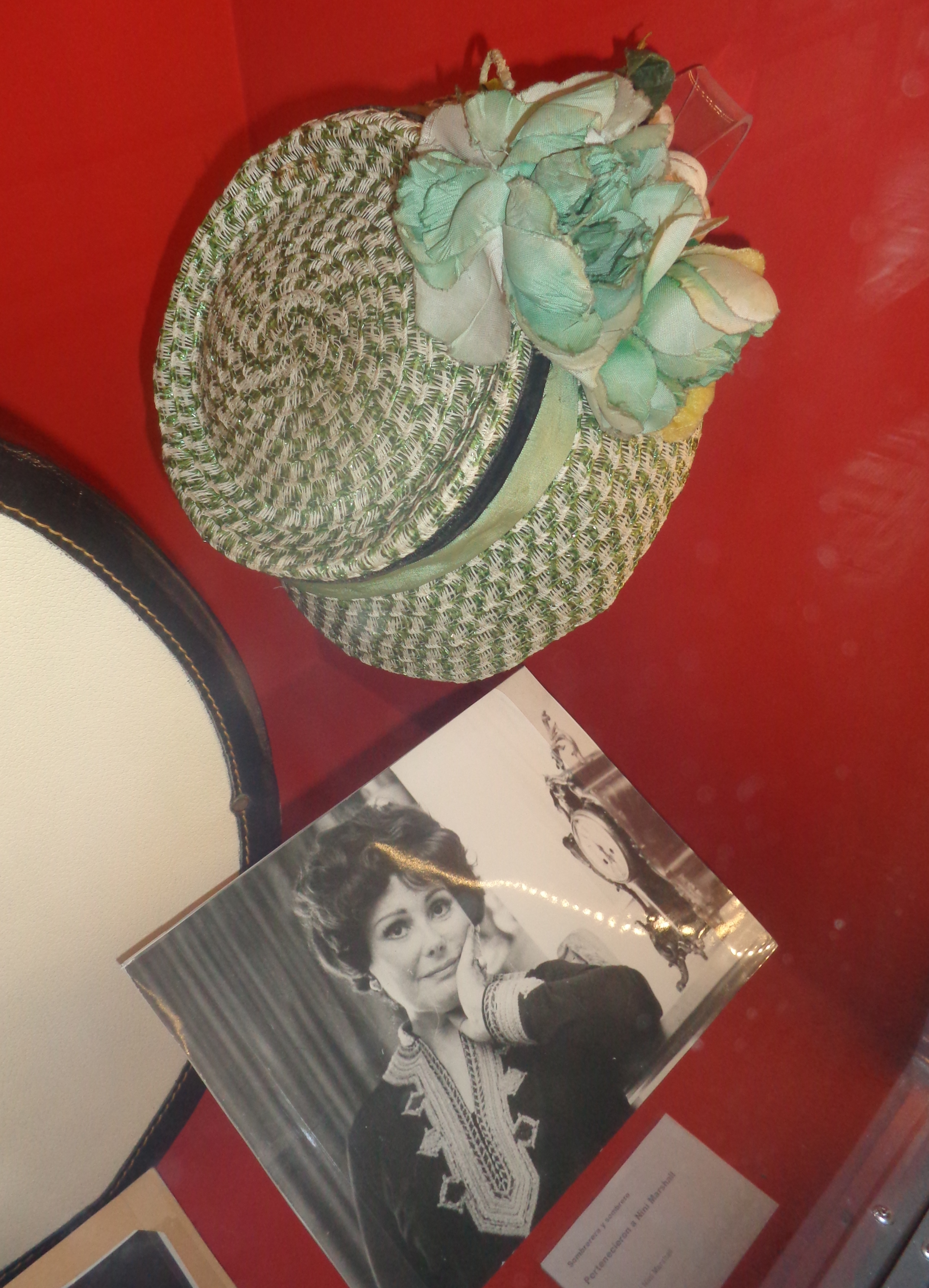
Sombrero perteneciente a los vestuarios de Marshall en el Museo del Cine.

Marshall tenía una observación minuciosa y sagaz de la sociedad de la época, recurso que le permitió crear sus personajes y reflejar en ellos las particularidades y defectos de las distintas clases sociales a través de la exageración. Sus personajes recreaban la idiosincrasia argentina y se convirtieron en arquetipos de la inmigración europea que llegó a América a comienzos del siglo XX. Solía escribir por las mañanas mientras todavía se hallaba recostada en la cama en un bloc de hojas Coloso y ensayaba sus personajes frente al espejo. Si estaba inspirada pedía que no la interrumpieran, y una vez que tenía el bosquejo armado se lo hacía escuchar a su hija —a quien comparaba con Jaime Potenze, un crítico de la época— para que le diera su devolución.
Marshall fundamentó la creación de sus personajes basada en la observación y la exageración:

«Creo mis personajes observando a la gente, prestando atención a los pequeños defectos que pueden causar risa. Yo voy a la peluquería, por ejemplo, y paro la oreja para ver lo que hablan los clientes. Es increíble lo que pueden decir allí las mujeres: están en los secadores y como el aparato les tapa las orejas y hace ruido, deben gritar para escucharse. A gritos cuentan la vida y milagros de todo el barrio. En general, yo caricaturizo lo que allí se dice, pero a veces ni me hace falta cargar las tintas, lo mismo en los transportes públicos: generalmente no viajo en ómnibus porque me reconocen y me miran, y eso me pone muy nerviosa; pero a veces me pongo los anteojos negros y doy una vuelta para escuchar a la gente. Parece mentira lo indiscretos que son. Otra fuente muy jugosa es la placita Vicente López que está enfrente a mi casa; ahí espío a las mucamitas con sus novios y obtengo expresiones, dichos y situaciones que con solo repetirlos causan gracia».
Niní Marshall

La psicóloga Ana Padovani señaló en un reportaje que Marshall «hizo un trabajo interesantísimo con la palabra. Ella lograba un bordado textual a partir de la observación minuciosa de las corrientes inmigratorias, de las formas de hablar, de las costumbres. No tiene una producción literaria en el sentido estricto, pero considero que tiene bien ganado el estatus de escritora». Por su parte, María Moreno, en un artículo en Página/12, apuntó que «la actriz llevaba sus registros orales a una exageración tal que, no solo se volvían críticos sino que terminaban constituyendo, lejos de rasgos típicos, singularidades fecundas en creación e ingenio».
Los personajes más emblemáticos de Marshall fueron Cándida y Catita; la primera personificaba a las empleadas domésticas gallegas que se expresaban de manera errónea y la segunda a las mujeres típicas de conventillo provenientes de una familia italiana. También interpretó otros personajes destacados tales como doña Pola, estereotipo de la colectividad judía, Mónica Bedoya Hueyo de Picos Pardos Sunsuet Crostón, la típica mujer de clase alta y superficial, la Niña Jovita, una solterona pasada de moda, Gladys Minerva Pedantoni, la alumna más aplicada de la clase, y doña Caterina, la abuela italiana de Catita que hablaba en cocoliche. Otros personajes fueron constituidos bajo la misma estructura pero no tuvieron la misma repercusión, tal es el caso de Don Cosme, un italiano de voz ronca, Lupe, una joven sufrida y maltratada por su esposo, Belarmina Cueio, una joven provinciana y empleada doméstica de la Niña Jovita, Loli, una actriz y cupletista pasada de moda, Mingo, el hermano travieso de Catita, y Bárbara Mc Adam, una mujer refinada y extravagante estereotipo de la clase alta mexicana. Los personajes de Mingo y Catita ideados por Marshall tuvieron más tarde sus paralelos en los de Minguito Tinguitella y la Porota, interpretados con éxito por Juan Carlos Altavista y Jorge Luz en la década de 1980 respectivamente.

## Filmografía
Durante sus 50 años de carrera profesional, Marshall intervino en 38 películas —28 en Argentina, 9 en México y una en España— más 10 participaciones en ciclos de televisión. Su filmografía está compuesta por comedias y comprendida entre 1938 y 1980, período en el que también se dedicó al teatro y la radio.

### Filmografía en Argentina
- Mujeres que trabajan (1938).
- Divorcio en Montevideo (1939).
- Cándida (1939).
- Casamiento en Buenos Aires (1940).
- Los celos de Cándida (1940).
- Hay que educar a Niní (1940).
- Luna de miel en Río (1940).
- Yo quiero ser bataclana (1941).
- Orquesta de señoritas (1941).
- Cándida millonaria (1941).
- La mentirosa (1942).
- Cándida, la mujer del año (1943).
- Carmen (1943).
- Madame Sans Gene (1945).
- Mosquita muerta (1946).
- Santa Cándida (1945).
- Una mujer sin cabeza (1947).
- Buenos Aires canta (1947).
- Navidad de los pobres (1947).
- Porteña de corazón (1948).
- Mujeres que bailan (1949).
- Catita es una dama (1956).
- Cleopatra era Cándida (1964).
- Escándalo en la familia (1967).
- Ya tiene comisario el pueblo (1967).
- La novela de un joven pobre (1968).
- Vamos a soñar por el amor (1971).
- ¡Qué linda es mi familia! (1980).

### Filmografía en México
| - Una gallega en México (1949). - Una gallega baila mambo (1951). - Los enredos de una gallega (1951). | - Mi campeón (1952). - La alegre casada (1952). - Amor de locura (1953). | - Reportaje (1953). - Dios los cría (1953). - Una gallega en La Habana (1955). |

### Filmografía en España
- Yo no soy la Mata-Hari (1949).

### Programas de televisión
| - Philco Music Hall (1957). - Niní Marshall (1958). - Esas cosas de Niní (1960). - Cosas de papá y mamá (1964). - Sábados circulares (1966-69) (1971-72). | - Teatralerías (1967). - El humor de Niní Marshall (1977). - Especial Niní Marshall (1977). - Al estilo de Mancera (1978). - ... Y se nos fue redepente (1979). | - Mónica y Andrés (1980). - Juntos (1982). - El mundo de Antonio Gasalla (1988). |

### Obras de teatro
| - Un lío de millones (1946). - Carrousel de estrellas (1948). - Pepe volvió con música (1948). - Cosas de papá y mamá (1961). - Buenos Aires de seda y percal (1963). | - La señora Barba Azul (1963). - Escándalo en Mar del Plata (1965). - ¡Vos que lo tenés, cuidalo! (1965). - Recuerdo del viejo Buenos Aires (1969). - Coqueluche (1971). | - ... Y se nos fue redepente (1973). - El pequeño Marshall-Luz ilustrado (1976). - Una noche en la radio (1977) (1981). - ¿Quién apagó la radio? (1981). |

## Premios y distinciones
| - Premio «Sensación Radiofónica» de la revista Sintonía (1937). - Premio a Cóndor de Plata a la mejor intérprete cómica de la Asociación de Cronistas Cinematográficos de la Argentina (1945). - Premio Cóndor de Plata a la mejor actriz cómica de la Asociación de Cronistas Cinematográficos de la Argentina (1947). - Placa de Oro de ACDADT (1950). - Premio a la mejor actriz de México (1951). - Premio ACDADI (1956). - Premio a la mejor actriz cómica del cine argentino (1956). - Medalla de Oro de ALPI (1959). - Medalla de la Asociación Israelita de la Argentina (1960). - Premio a la mejor actriz de teatro en México (1961). - Premio Selección al mejor disco para niños (1962). - Copa de Plata de la colectividad de Brasil en Argentina (1966). - Medalla de oro de Odia (1966). - Premio Mástil de Oro del gobierno de Santa Fe (1966). - Declarada figura pionera del cine argentino por la Asociación de Cronistas Cinematográficos de la Argentina (1967). - Testimonio de honor a la mejor actuación femenina en show (1967). - Premio Leo (1968). - Premio 9 de Oro (1968). - Premio 9 de Oro (1969). - Premio Karamba (1971). - Premio Ancla de Oro de la Municipalidad de San Fernando (1972). - Premio San Gabriel del Episcopado argentino (1973). | - Premio La Estrella de Oro de la revista Informe (1974). - Premio Gallo Cojo de Oro (1974). - Premio Bamba de la Municipalidad de Córdoba (1974). - Medalla de oro a la popularidad de la revista Informe (1975). - Premio Sol de Oro del Festival de la Popularidad de Río Hondo (1975). - Premio Martín Fierro especial de APTRA (1975). - Premio Palma de Oro Audiencia (1977). - Premio a la mejor actuación femenina en café-concert del diario Popular de Mar del Plata (1978). - Reconocimiento «a la artista de todos los tiempos» de Canal 9 (1978). - Premio Martín Fierro especial de APTRA (1979). - Premio Cruz de Plata Esquiú en el rubro radio y televisión (1979). - Cámara Pathé del Museo del Cine Pablo Ducrós Hicken (1980). - Premio Konex de Platino a la mejor actriz cómica (1981) - Distinción especial de la Asociación de Cronistas Cinematográficos de la Argentina «por su aporte al cine argentino» (1983). - Distinción Obelisco de Plata del programa Sábado de todos (1983). - Distinción Glorias de la Cultura Nacional (1984). - Distinción «Ciudadana ilustre de la Ciudad de Buenos Aires» por la Legislatura porteña (1989). - Premio Martín Fierro como reconocimiento a la trayectoria artística de APTRA (1989). - Premio Santa Clara de Asís (1990). - Premio Podestá a la trayectoria artística (1992). - Premio Fundación Elena B. de D'Anna (1994). |